# Malta
Malta, plným názvem Maltská republika (maltsky Repubblika TA’ Malta, anglicky Republic of Malta), je ostrovní stát ve Středozemním moři v jižní Evropě, mezi Sicílií a severní Afrikou. Tvoří ho souostroví 80 km jižně od Itálie, 284 km východně od Tuniska a 333 km severně od Libye. Krajinu ostrovů tvoří nízké kopce s terasovitými políčky, kde panuje horké středomořské klima. Na ploše 316 km² žije přibližně 520 000 obyvatel, což z ní činí nejmenší a nejméně lidnatou členskou zemi Evropské unie, desátou nejmenší zemí na světě, avšak je také pátou nejhustěji zalidněnou zemí světa. Urbanizace země je tak rozsáhlá, že se zejména ostrov Malta proměňuje v jednu velkou městskou oblast, a Malta tak bývá někdy nazývána městským státem. Hlavním městem země je Valletta, největší obcí je St. Paul's Bay. Dvěma úředními jazyky jsou maltština a angličtina. Dalším velmi rozšířeným jazykem je italština kterým hovoří až 70 % obyvatel. Přes 80 % se hlásí ke katolické církvi, katolictví je státním náboženstvím. 
Malta byla osídlena přibližně od roku 5900 př. n. l. Díky své strategické poloze ve Středozemním moři byla v minulosti důležitým obchodním uzlem. Zároveň také sloužila jako námořní základna mocností, které na ostrovech vládly. V průběhu dějin byla Malta ovládána Féničany, Kartáginci, Řeky, Římany, Araby, Normany, Aragonci, rytíři Maltézského řádu, Francouzi a Brity. Pod britskou nadvládu se dostala na počátku 19. století a sloužila jako velitelství britské Středomořské flotily. Během druhé světové války byla obléhána mocnostmi Osy a sloužila jako důležitá základna pro operace v severní Africe a ve Středomoří. Malta získala nezávislost v roce 1964 a v roce 1974 založila současnou parlamentní republiku. 
Malta je unitární parlamentní republikou s prezidentem jako ceremoniální hlavou státu, zákonodárným orgánem je jednokomorový parlament. Je vyspělou zemí s vyspělou ekonomikou s vysokými příjmy, která je silně závislá na cestovním ruchu. V zemi se nachází mnoho historických i architektonických památek, včetně tří zapsaných na seznam světového dědictví UNESCO; Hypogeum Ħal Saflieni, město Valletta, a sedm megalitických chrámů, které patří mezi jedny z nejstarších staveb na světě. Malta je členem Organizace spojených národů, Commonwealthu, Rady Evropy, Organizace pro bezpečnost a spolupráci v Evropě, Evropské unie, eurozóny a schengenského prostoru.

## Etymologie
Původ slova „Malta“ je nejistý. Nejčastěji je zmiňován řecký původ názvu, konkrétně ze slova μέλι („meli“, v překladu „med“). Řekové ostrov nazývali Μελίτη („Melite“, v překladu „med“ nebo „sladký jako med“), pravděpodobně kvůli jedinečnému Maltskému medu – žije zde totiž endemický druh včely. Že by se mohlo jednat o řecký vliv doplňuje i fakt, že Řecko mělo na ostrov vliv už od roku 700 př. Kr. a že v letech 395 až 870 Maltě vládla Byzantská říše.
Další možný etymologický původ je fénický. Fénické jméno pro Maltu (Maleth) v překladu znamená „útočiště“ nebo „přístav“, což je možné interpretovat jako odkaz na množství zálivů a zátok, které se na ostrově nacházejí. Jméno města Mdina (hlavního města Malty v období starověku) pochází od Římanů.

## Dějiny

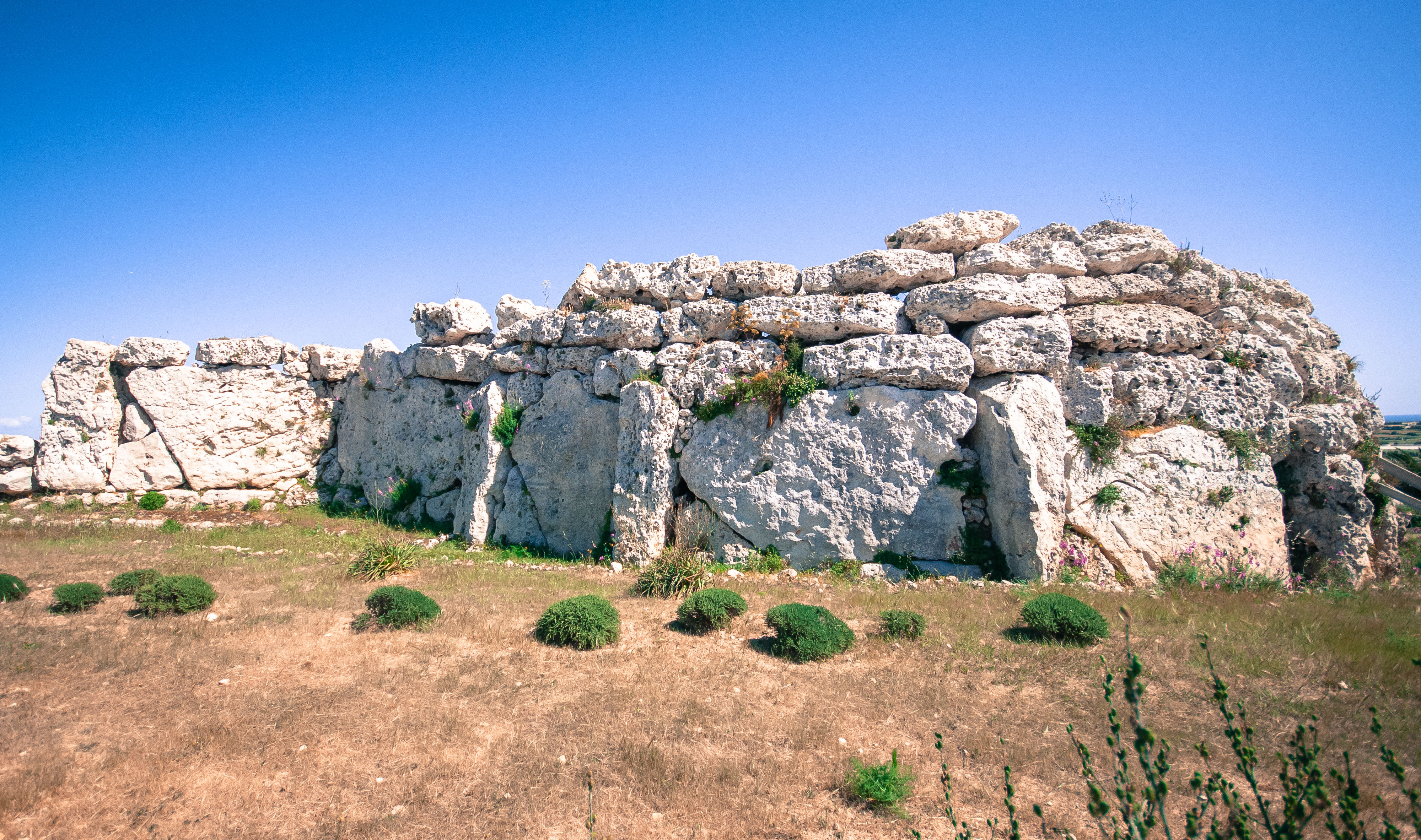
Chrám Ġgantija

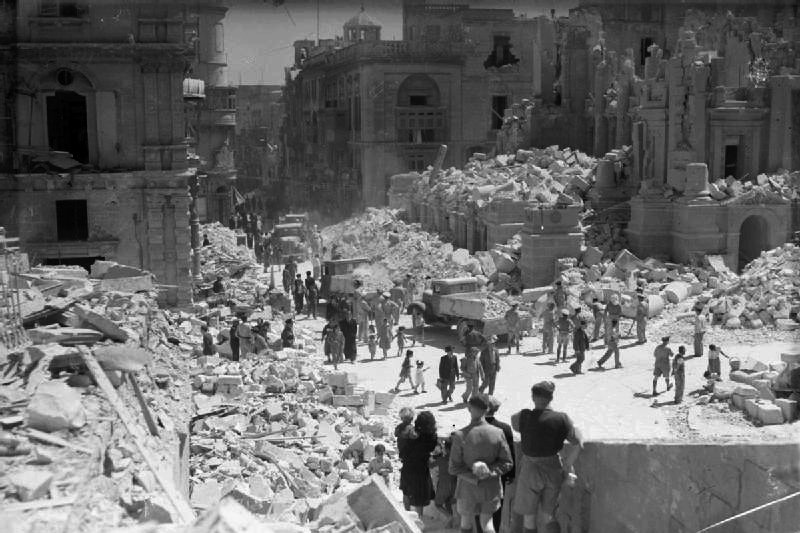
Rozbombardovaná Valletta roku 1942

Malta se může chlubit dějinami v trvání téměř 7 200 let. Keramika nalezená archeology například ve slavné jeskyni Għar Dalam (nedaleko dnešního města Birżebbuġa) naznačuje, že maltské ostrovy byly poprvé osídleny okolo roku 5200 př. n. l. neolitickými lovci nebo farmáři, kteří připluli z ostrova Sicílie. Patrně šlo o Sikany. Tito první obyvatelé vyhubili trpasličí hrochy (Hippopotamus melitensis), obří labutě (Cygnus falconeri) a trpasličí slony (Palaeoloxodon falconeri), unikátní pravěkou faunu, jejíž pozůstatky jsou nacházeny jen na Maltě a Sicílii. I fosílie těchto vyhynulých druhů byly nalezeny v Għar Dalam.
Obyvatelstvo žilo v matriarchální společnosti (jak dokazují idoly plodnosti). Buď tito první obyvatelé, nebo příslušníci kultury neznámého původu, jež je vytlačila (na tom mezi odborníky neexistuje shoda) vytvořili v období 4000-3500 př. n. l. záhadnou civilizaci zvanou megalitická kultura na Maltě. Vyznačovala se stavbou monumentálních megalitických chrámů. Je známo asi 45 těchto staveb, ale jen pět jich je dobře zachovalých: Tarxien, Ħaġar Qim, Mnajdra, Ġgantija (na ostrově Gozo), a také hypogeum (podzemní posvátný prostor) v Hal Saflieni. Nalezené nože naznačují, že v chrámech byly prováděny oběti zvířat, patrně bohyni plodnosti, jejíž sochy jsou dochovány v Národním muzeu archeologie ve Vallettě. K nejslavnějším patří Sleeping Lady z hypogea či Maltská Venuše z Hagar Qim. Civilizace z neznámých důvodů zanikla a předpokládá se, že pět set let poté (asi 2500 až 2000 př. n. l.) byl ostrov zcela neobydlen.
Ve 2. tisíciletí př. n. l. došlo k novému osídlení Malty, zřejmě opět ze Sicílie. Nové obyvatelstvo spalovalo své mrtvé a stavělo dolmeny. Zanechalo po sobě také záhadné „kolejnice“, anglicky cart ruts. Nejznámější z nich jsou takzvané Clapham Junction (Claphamské křižovatky) na jihu ostrova. Jedná se o paralelně probíhající stopy, vyryté do tvrdé vápencové skály, až 70 cm hluboké s rozestupem mezi 110 a 140 cm. Nejobvyklejší teorií o funkci těchto kolejnic je, že šlo o zavlažovací či naopak odvodňovací systém.

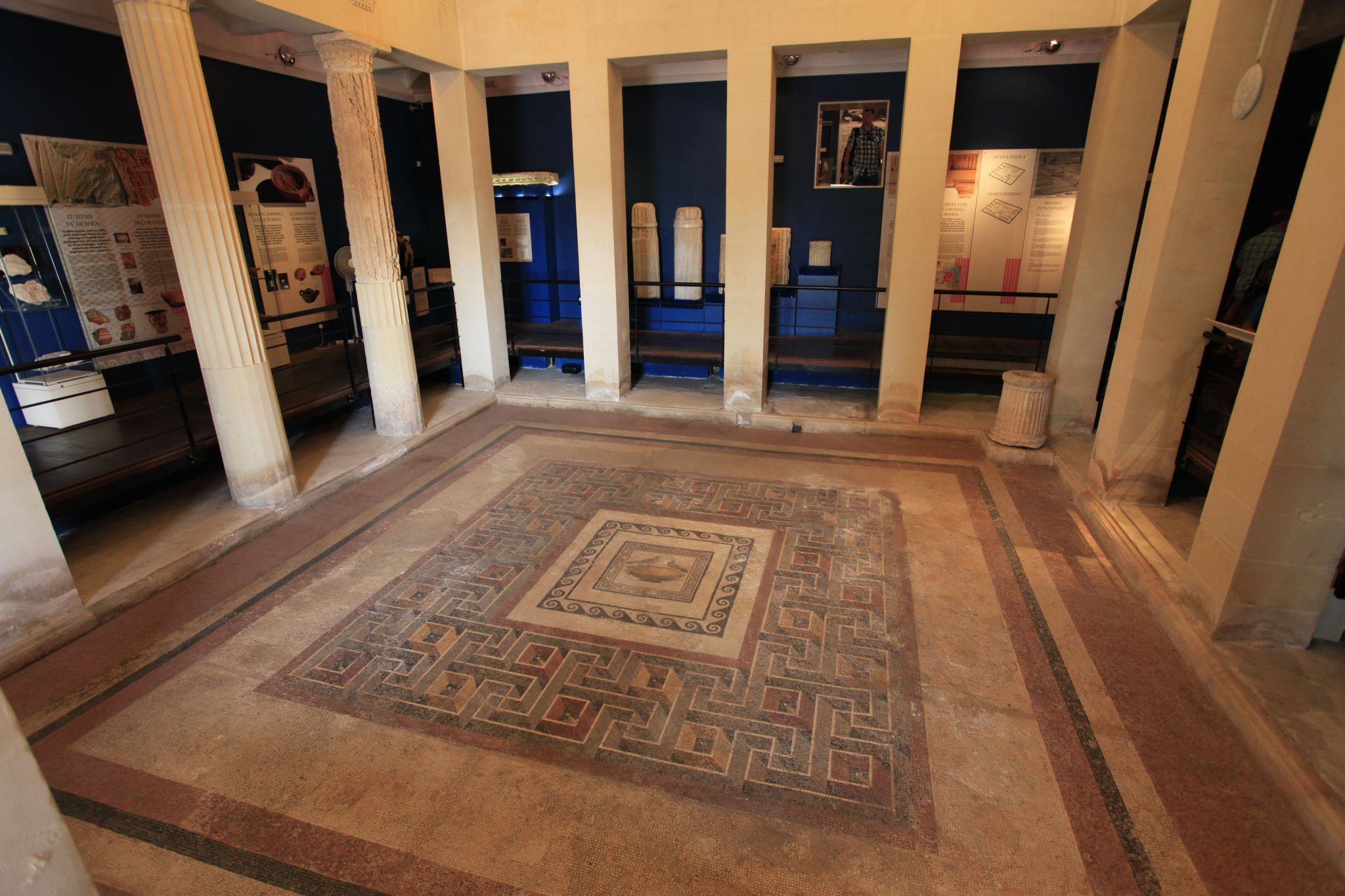
Mozaika v Domvs Romana

Kolem roku 1100 př. n. l. obsadili Maltu Féničané. Dali jí i současné jméno (Malet znamená v překladu útočiště či útulek) a patrně i etnický základ - genetická studie Americké univerzity v Bejrútu tvrdí, že starověké fénické geny má asi třetina Malťanů. Zajímavostí je, že již s Féničany přišli i první Židé, kteří tak mají na Maltě třítisíciletou historii. Po roce 800 př. n. l. převzala bývalá fénická kolonie Kartágo nadvládu nad západním Středomořím, a tím i nad Maltou. Malta se stala její výspou v boji proti helénistické kolonizaci a nebyla tudíž starořeckou kulturou ovlivněna, byť existuje tradice tvrdící opak - která je založena už na ztotožnění Homérem zmíněného ostrova Ogygia s Gozem. Antickému vlivu se ale nakonec Malta neubránila, neboť v druhé punské válce byla roku 218 př. n. l. obsazena Římem, pod vedením konzula Tiberia Sempronia Longa. Římané ostrov přičlenili ke své provincii Sicílie. Díky Římanům máme nejstarší písemné zmínky o Maltě, psal o ní Cicero, Plinius starší a zvláště Diodóros Sicilský, který chválil její přístavy, bohatě zdobené domy a kvalitu textilních výrobků. Nejdůležitější památkou na římskou éru jsou ruiny starořímského města Melite, zejména pak tzv. Domvs Romana, objevený roku 1881, s velmi dobře zachovalými podlahovými mozaikami.

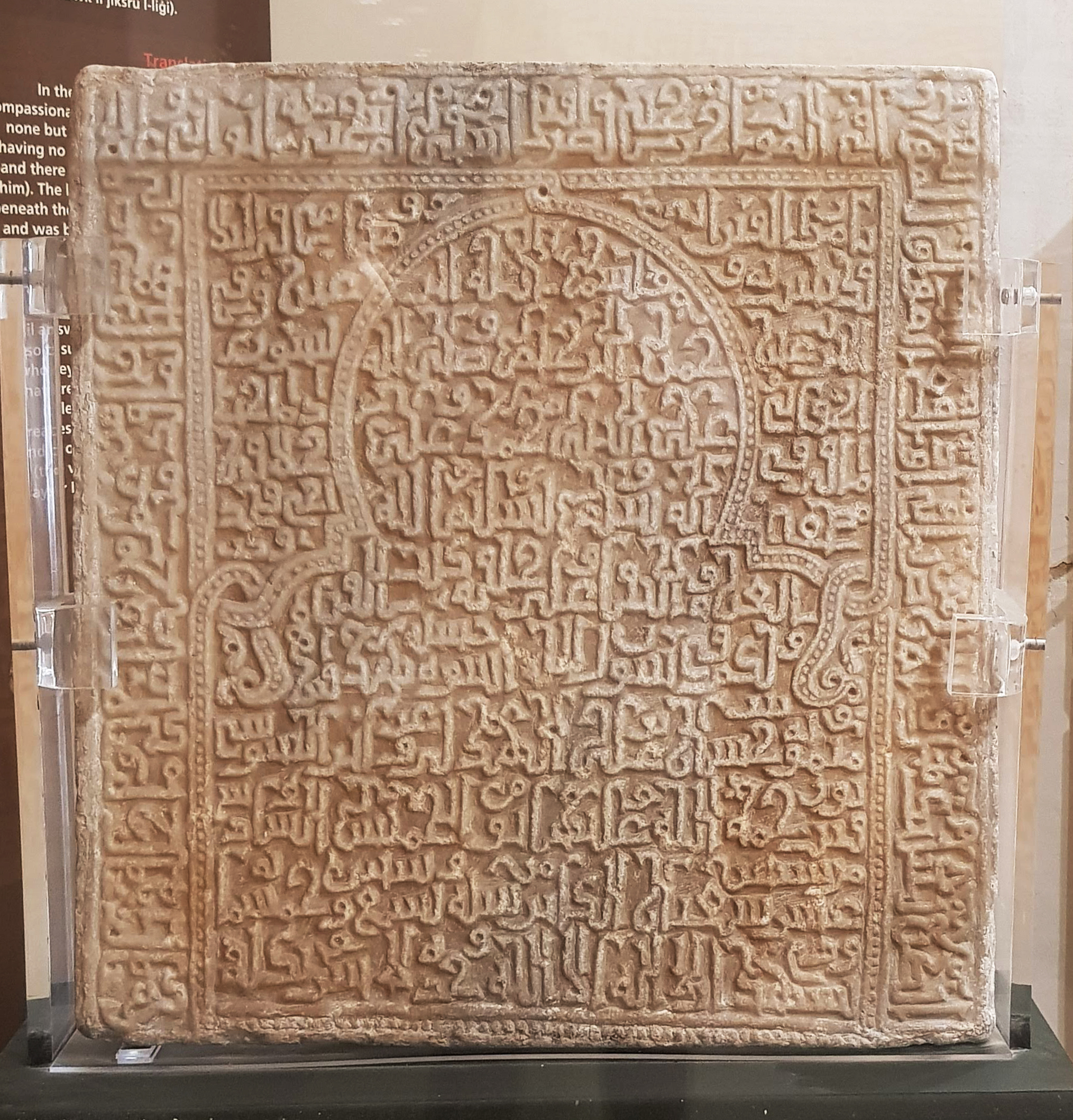
Majmúnahův kámen, jedna ze stop arabské nadvlády

Křesťanství na ostrov dle tradice proniklo již s Pavlem z Tarsu při jeho ztroskotání v roce 60 (ve Skutcích apoštolů se o ostrově mluví jako o Melitene), ale skutečně doložený je průnik až z 2. století. Po rozdělení Římské říše spadala Malta pod západní říši. Po pádu Říma přišlo mezivládí Vandalů (454-464) a Ostrogótů (464-533), poté připadla Malta Byzanci, především díky byzantskému generálovi Flaviovi Belisarovi, který Ostrogóty roku 533 porazil. Obyvatelstvo si ale nedalo plně vnutit východní ritus.
V roce 870 Maltu obsadili Arabové, konkrétně tuniská dynastie Aghlabovců. Jejich vyplenění ostrova bylo tak absolutní, že muselo dojít k jeho znovuosídlení kolonisty ze Sicílie, která byla v té době již pod arabskou nadvládou. Došlo pak ke značné islamizaci obyvatelstva. Malta v arabských rukou hrála význačnou roli v obchodu, zvláště s otroky. Arabové vybudovali rovněž známé hradby Mdiny. Stopu zanechali také na jazykové úrovni, dnešní maltština má arabský základ a je počítána k semitským jazykům.

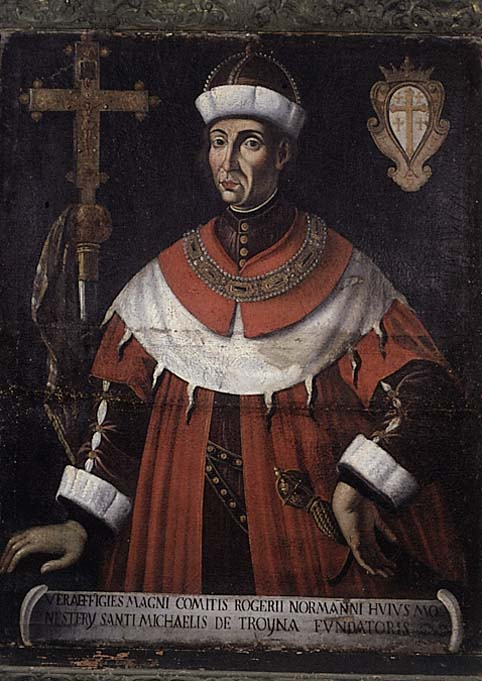
Roger I. Sicilský

Kolem roku 1090 Maltu dobyli normanští vládci Sicílie (Roger I. Sicilský, Roger II. Sicilský) a připojili ji ke svému sicilskému království. Tradiční výklad říká, že to byl Roger I., kdo Malťanům daroval svůj červeno-bílý prapor, z vděčnosti za pomoc při boji s Araby, a že ten je základem i dnešní maltské vlajky. Roku 1192 se Malta stala hrabstvím, prvními hrabaty byli janovští korzáři, vybraní i proto, aby místní obyvatelstvo militarizovali a připravili na obranu. Brzy hraběcí stolec převzali Štaufové, drželi ho do roku 1266. Roku 1224 došlo k vyhnání Arabů a celá křesťanská mužská populace z italského Celana byla naopak přemístěna na Maltu. V roce 1249 bylo zbývající muslimské obyvatelstvo donuceno přestoupit na křesťanství. Po krátkém francouzském mezivládí připadla Malta roku 1282 aragonské koruně (později španělské). Její barcelonská dynastie ostrov kontrolovala do roku 1409. V roce 1429 Maltu krátce okupovali Maurové.
V roce 1530 ostrov konečně získal křesťanský vojenský (Maltézský) řád Johanitů, pod vedením jeho tehdejšího velmistra Philippa Villierse de L'Isle-Adam. Johanité měli chránit Evropu před vpádem Osmanů. Potřebovali nový azyl, když byli v roce 1522 vyhnáni z Rhodu osmanskou armádou. Císaři Svaté říše římské pak rytíři platili symbolický roční tribut v podobě jednoho maltézského sokola. Roku 1565 se po čtyřměsíčním velkém obležení za cenu obrovských ztrát podařilo odrazit vojska Osmanského sultána Sulejmana I. Nečekané vítězství nad pětinásobnou přesilou je dodnes zdrojem maltské národní hrdosti.

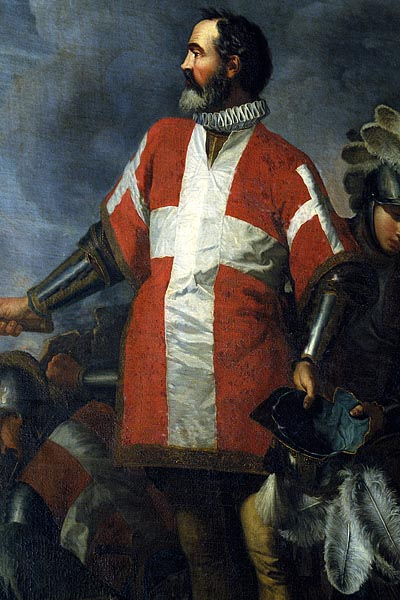
Jean Parisot de La Valette

Ostrov byl po této válce téměř zničen, a tak velmistr Jean Parisot de La Valette nechal vystavět nové město Valletta. Po porážce Osmanů se stát ocitl ve zvláštní situaci národnostní a jazykové pestrosti. Johanitský řád se podle jazykové hranice rozdělil na francouzskou, italskou, anglickou, německou, aragonskou, kastilskou a portugalskou část, přičemž každý z těchto podřádů si postavil vlastní sídlo (tzv. auberge). Johanité dali roku 1574 zřídit ve Vallettě i proslulou nemocnici Sacra Infermeria, jednu z největších a nejslavnějších ve středověké Evropě (roku 1979 proměněnou v kongresové centrum). Zlatý věk ostrova skončil v 18. století, kdy byl oslaben vliv Osmanské říše, v důsledku čehož evropské mocnosti přestaly vidět smysl v tom platit Johanitskému řádu „za ochranu“.
V roce 1798 obsadil Maltu Napoleon, při své výpravě do Egypta. Malťané, nespokojení s úpadkovou érou pod johanitskou vládou, ho přivítali jako osvoboditele. 12.–18. června 1798 bydlel Napoleon v Palazzo Parisio ve Vallettě. Zrušil všechny feudální výsady i nevolnictví a dal občanská práva Turkům a Židům. Ustavil zákoník a reformoval veřejné školství. Poté odjel do Egypta, stále vnímán jako hrdina. Malá posádka, kterou na ostrově zanechal, si však místní svými excesy a krutostmi, zejména drancováním kostelů, znepřátelila. Obyvatelstvo odpovědělo osmiměsíčním povstáním. O pomoc povstalci požádali Sicilské království, které zase požádalo o pomoc Brity. Britský kapitán Alexander Ball Francouze z Malty roku 1800 úspěšně vypudil, čímž začala britská éra Malty. Formálního začlenění Malty do své říše dosáhli Britové v Pařížské mírové smlouvě roku 1814.

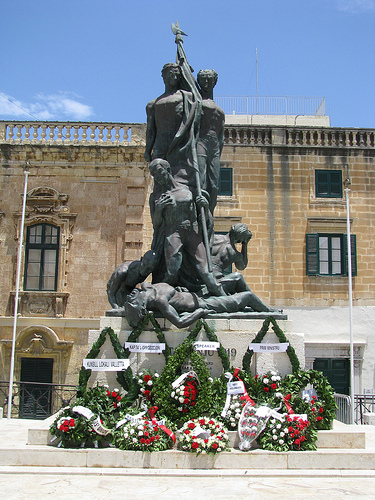
Památník událostí z roku 1919

Britové vzápětí zrušili samosprávný orgán Universitá, což se nelíbilo především místní elitě, která začala revoltovat zvláštním „kulturním“ způsobem – odmítala mluvit anglicky a hovořila striktně italsky. Toto jazykové rozštěpení existuje na Maltě dosud. Jinak ale Britové ostrov postupně modernizovali, industrializovali a nechali mu i určitou samostatnost - roku 1849 dostali Malťané například první ústavu. Po otevření Suezského průplavu v roce 1869 se cena Malty ležící na půli cesty mezi Gibraltarským průlivem a Egyptem zvýšila, stala se pro britské obchodní lodě důležitou zastávkou na cestě do Indie. V první světové válce se pro Brity Malta stala neocenitelnou základnou ve Středozemním moři. Malťané ovšem za války značně trpěli a reakcí bylo povstání v roce 1919, které bylo britskou armádou krvavě potlačeno (tzv. Sette Giugno). Situaci se Britové pokusili uklidnit svoláním prvního parlamentu a prvními demokratickými volbami v roce 1921. Prvním maltským premiérem se stal Joseph Howard. Jenže ve 30. letech začaly ve volbách vítězit proitalské síly, takže Britové několikrát výsledek voleb zrušili, suspendovali ústavu a vrátili Maltu de facto do pozice klasické kolonie.
V průběhu druhé světové války byla Malta pro Brity opět důležitým bodem, jelikož ležela na strategickém místě, které umožňovalo britskému letectvu napadat zásobovací konvoje Afrikakorpsu. Německo-italské letectvo se snažilo Maltu jako leteckou základnu zničit během soustředěných náletů, které poškodily velkou část budov na ostrově (bylo jich přes tři tisíce a patřila k nim i slavná opera, nikdy již nepostavená znovu). Tato událost vešla do historie jako bitva o Maltu. Malta odolala i díky tajnému podzemnímu velitelství, takzvaným Lascarisovým válečným místnostem vyhloubeným ve vápencové skále asi 40 metrů pod povrchem. Spojenci odtud řídili nejen obranu ostrova, ale i všechny operace ve Středomoří. Generál Eisenhower odtud řídil invazi na Sicílii. Dnes jde o turistickou atrakci. V dubnu 1942 byl maltskému lidu za zásluhy udělen Jiřího kříž, který dodnes zdobí vlajku a státní znak Malty. Kolektivní udělení tohoto řádu bylo unikum až do roku 1999.

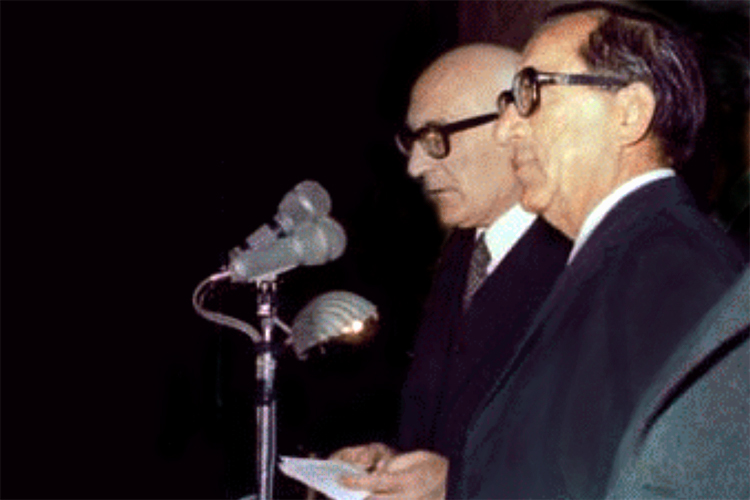
Guvernér Anthony Mamo a premiér Dom Mintoff vyhlašují roku 1974 republiku.

Po válce vděční Britové obnovili samosprávu a parlamentarismus. Nejsilnější politickou silou byla, jako i jinde v poválečné Evropě, místní labouristická strana. Ta byla v zásadě probritskou. Jenže labouristy ochromily vnitřní rozpory, což učinilo rozhodující silou Nacionalistickou stranu (Partit Nazzjonalista), jež vznikla na bázi předválečné proitalské strany. Ta měla jasný cíl: samostatnost. 20. srpna 1962 vůdce Nacionalistické strany George Borg Olivier oficiálně požádal Spojené království o nezávislost. Britové souhlasili za podmínky, že se pro nezávislost Malťané vysloví v referendu. To se konalo roku 1964 a jasná většina hlasujících zvolila samostatnost. Když došlo k dohodě, že britská námořní vojska budou moci užívat nadále maltské přístavy, byl 21. září 1964 vyhlášen nezávislý maltský stát. Prvním premiérem nezávislého státu byl Olivier, druhým pak labourista Dom Mintoff, který řídil maltský kabinet třináct let.
Hlavou státu zůstal britský panovník, zastupovaný guvernérem, avšak 13. prosince 1974 se Malta prohlásila republikou s voleným prezidentem jako hlavou státu. Prvním prezidentem se stal Anthony Mamo. Malta zůstala jen členem britského Společenství národů (Commonwealth of Nations). Později museli britští vojáci z Malty odejít a Malta vyhlásila neutralitu.
V roce 1989 se na Maltě konal historický summit sovětského vůdce Michaila Gorbačova a amerického prezidenta George Bushe, o kterém se často hovoří jako o summitu, který ukončil studenou válku.
Dne 1. května 2004 vstoupila Malta do Evropské unie. Roku 2008 přijala euro. V roce 2022 se maltská politička Roberta Metsolaová stala předsedkyní Evropského parlamentu.

## Státní symboly

### Vlajka
Maltská vlajka je tvořena listem o poměru stran 2:3 se dvěma svislými pruhy, bílým a červeným. V horním rohu je umístěno šedé (stříbrné), červeně lemované britské vyznamenání Jiřího kříž s nápisem FOR GALLANTRY (česky Za statečnost).

### Znak
Maltský státní znak je tvořen stříbrně a červeně polceným štítem. V (heraldicky) pravém, stříbrném poli je v horním rohu britské vyznamenání Jiřího kříž s nápisem FOR GALLANTRY. Na štítu je položena zlatá hradební koruna s výpadovou brankou a pěti věžemi. Štít obepínají (heraldicky) vpravo větévka olivovníku s plody a vlevo větévka palmová. Obě ratolesti jsou dole pod štítem svázány bílou, vespod červenou, stuhou nesoucí černý nápis REPUBBLIKA TA’ MALTA (česky Maltská republika).

### Hymna
Maltská hymna je píseň L-Innu Malti (česky Maltská hymna). Slova napsal Dun Karm Psaila, hudbu složil Robert Samut. Text má formu modlitby.

## Geografie

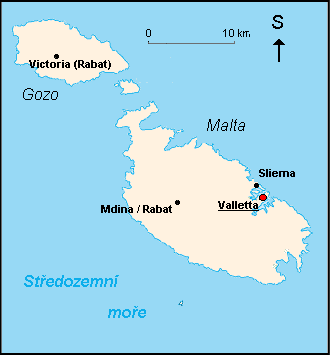
Mapa

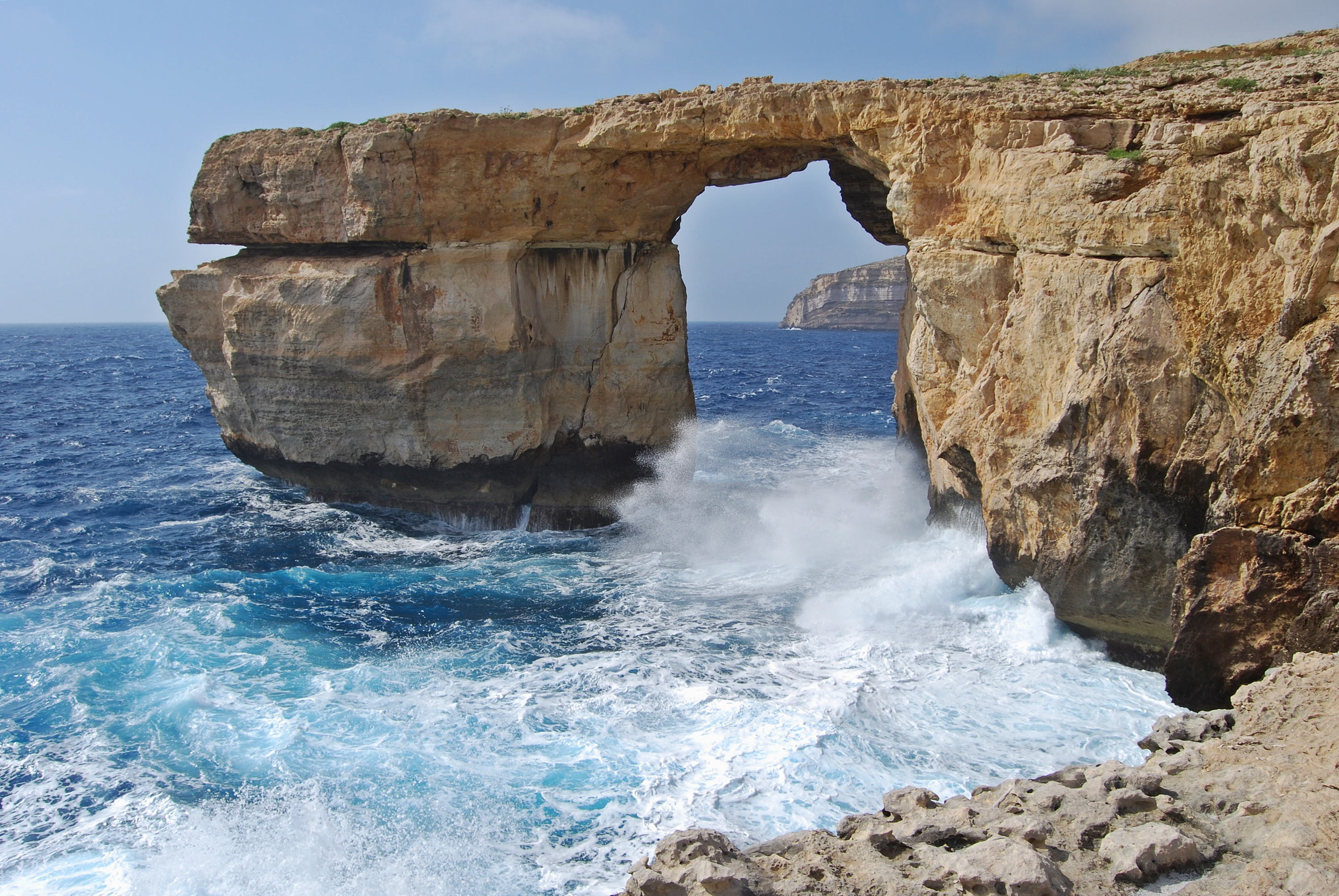
Azurové okno před zhroucením

Maltské souostroví leží ve strategické poloze ve Středozemním moři 95 km jižně od Sicílie a 290 km východně od Tuniska. Malta je rozlohou nejmenší stát Evropské unie. Skládá se z následujících obydlených ostrovů:
- Malta, 246 km²
- Gozo (Għawdex), 67 km² (kolem 30 000 obyvatel)
- Comino (Kemmuna), 3 km² (obydlen především během turistické sezóny)

K Maltě náleží i tři neobydlené ostrůvky Cominotto, Filfla a St. Paul's Island. Ostrovy jsou reliktem dřívějšího suchozemského spojení mezi Afrikou a Evropou, které bylo před asi 11 000 lety přerušeno vzestupem mořské hladiny. Nacházejí se na Africké desce. Z fytogeografického hlediska Malta náleží ke Středomoří. Ekoregion, k němuž je řazena, se nazývá Tyrhénsko-jadranské sklerofilní a smíšené lesy.
Převážná většina pobřeží všech ostrovů je skalnatá. Povrch se skládá z různých druhů propustného vápence, který se extenzivně používá jako stavební materiál. Nejvyšším bodem je Ta' Dmejrek (253 m). Geograficky i geologicky náleží Malta k Evropě, byť v minulosti byla obvykle řazena k Africe. V roce 2017 se do moře zřítil skalní útvar Azurové okno, který patřil mezi největší geologické atrakce Malty.
Na ostrově nejsou žádné trvale existující řeky a jezera, ty se vytvoří jen v nejintenzivnějším období dešťů. Malta má proto silně omezené zásoby sladké vody – podle údajů OSN je na vodu nejchudší zemí na světě. Zásobování obyvatelstva vodou je uskutečňováno dnes celkem čtyřmi stanicemi na úpravu mořské vody, parky a zemědělství užívají dešťovou vodu a částečně vodu ze studní; ještě v osmdesátých letech byla velká část spotřeby vody kryta jejím dovozem z Itálie.

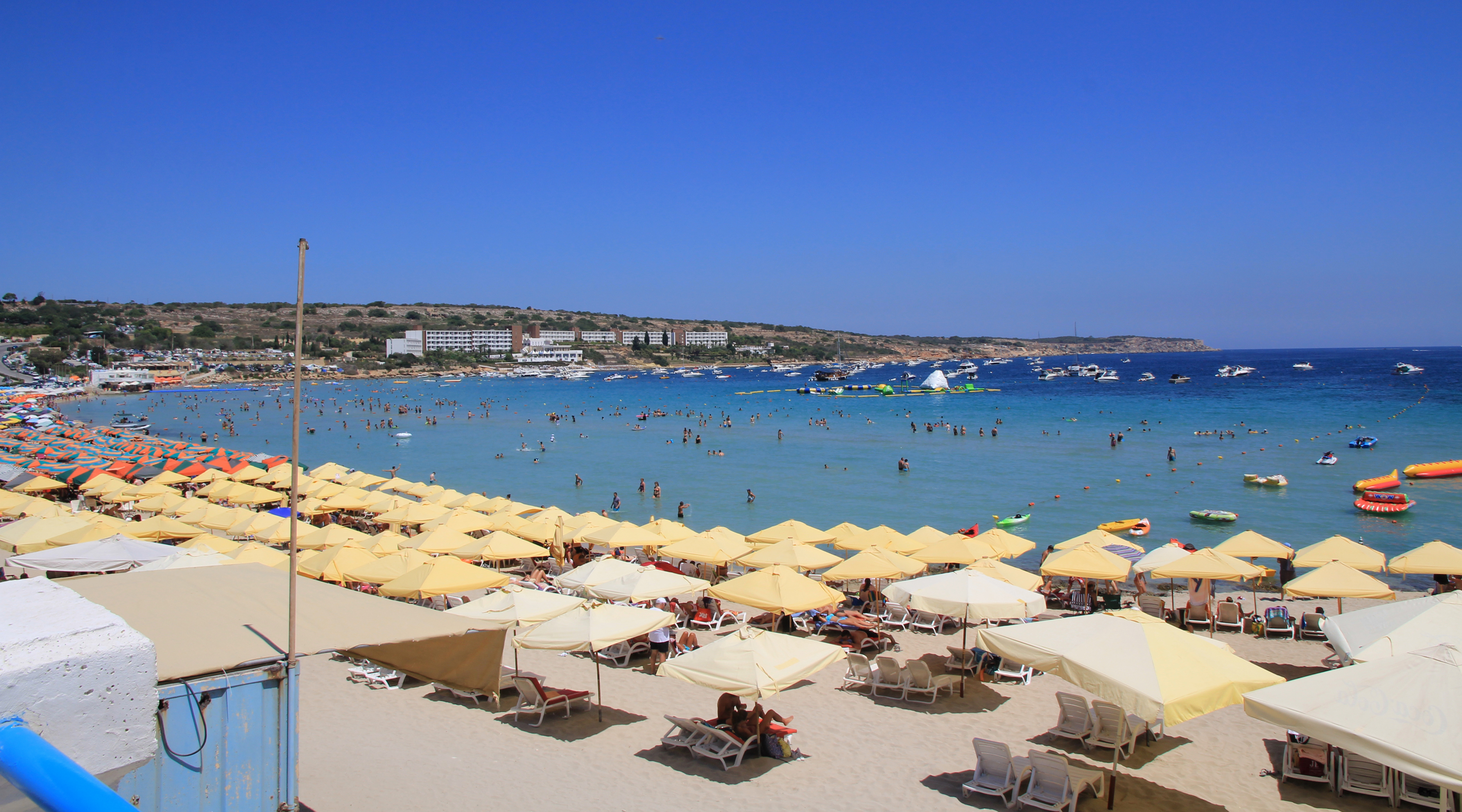
Pláž v Mellieħě

Klimatické prostředí je podle Köppenovy klasifikace určeno jako horké středomořské podnebí. Vyznačuje se mírným, vlhkým zimním obdobím a horkým létem s prakticky žádnými vodními srážkami. Průměrná roční teplota je 23 °C během dne a 15,5 °C v noci. Nejchladnějším měsícem je leden, nejteplejším srpen. Valletta má nejteplejší zimy ze všech hlavních měst Evropy, s průměrnou teplotou 15 °C. Sníh je velmi neobvyklý a když napadne, jde o velkou atrakci, jako například v roce 2014. Průměrná roční teplota moře je 20 °C. Pod tuto průměrnou úroveň neklesne teplota pobřežního moře od června až do listopadu. To je obrovská devíza pro turistický ruch a zakládá to pověst maltských pláží.

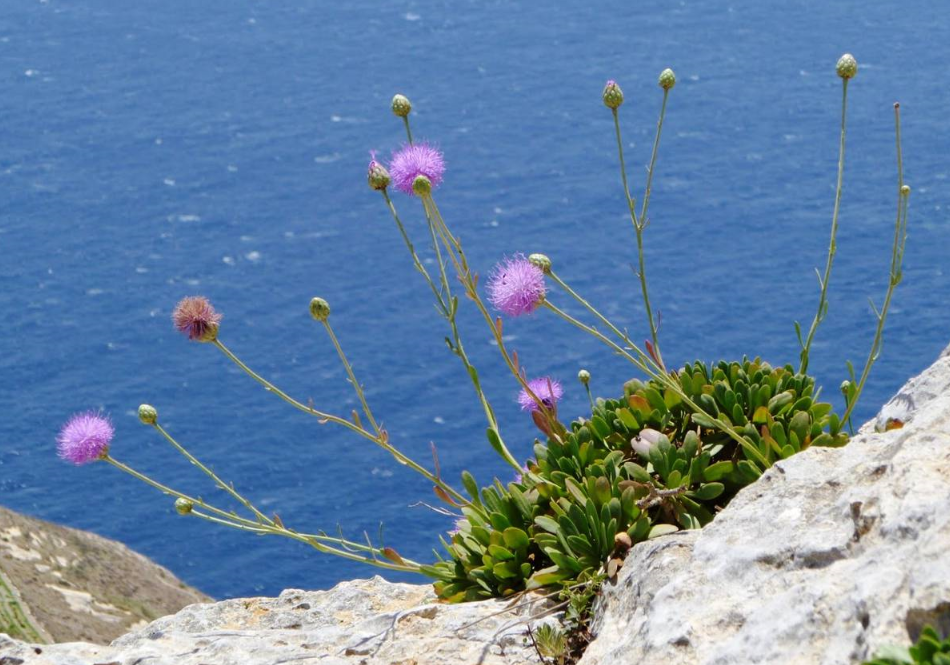
Skalní chrpa, národní rostlina Malty

Jak je pro ostrovy typické, je Malta domovem řady endemických (jinde se nevyskytujících) druhů rostlin. Maltskou národní rostlinou je od roku 1973 skalní chrpa (Cheirolophus crassifolius). Vyskytuje se jen na Maltě a roste především na západních útesech, které zdobí svými výraznými růžovofialovými květy. Endemitem byla také fiala šedivá, byť se díky pěstování v okrasných zahradách v 19. století rozšířila do volné přírody i jinde po Evropě. Podobně byl zavlečen na kontinent starček stříbrný (Jacobaea maritima), který se stal oblíbenou okrasnou rostlinou zejména v Británii. Z dřevin jsou pro Maltu typické olivovník evropský, rohovník obecný ("karob"), fíkovník smokvoň, dub cesmínovitý a borovice halepská. To jsou původní druhy. Z nepůvodních se rozšířily blahovičník ("eukalyptus"), akácie a opuncie mexická. Vzhledem k velké hustotě zalidnění je ovšem maltská biodiverzita značně ohrožená.

## Politika

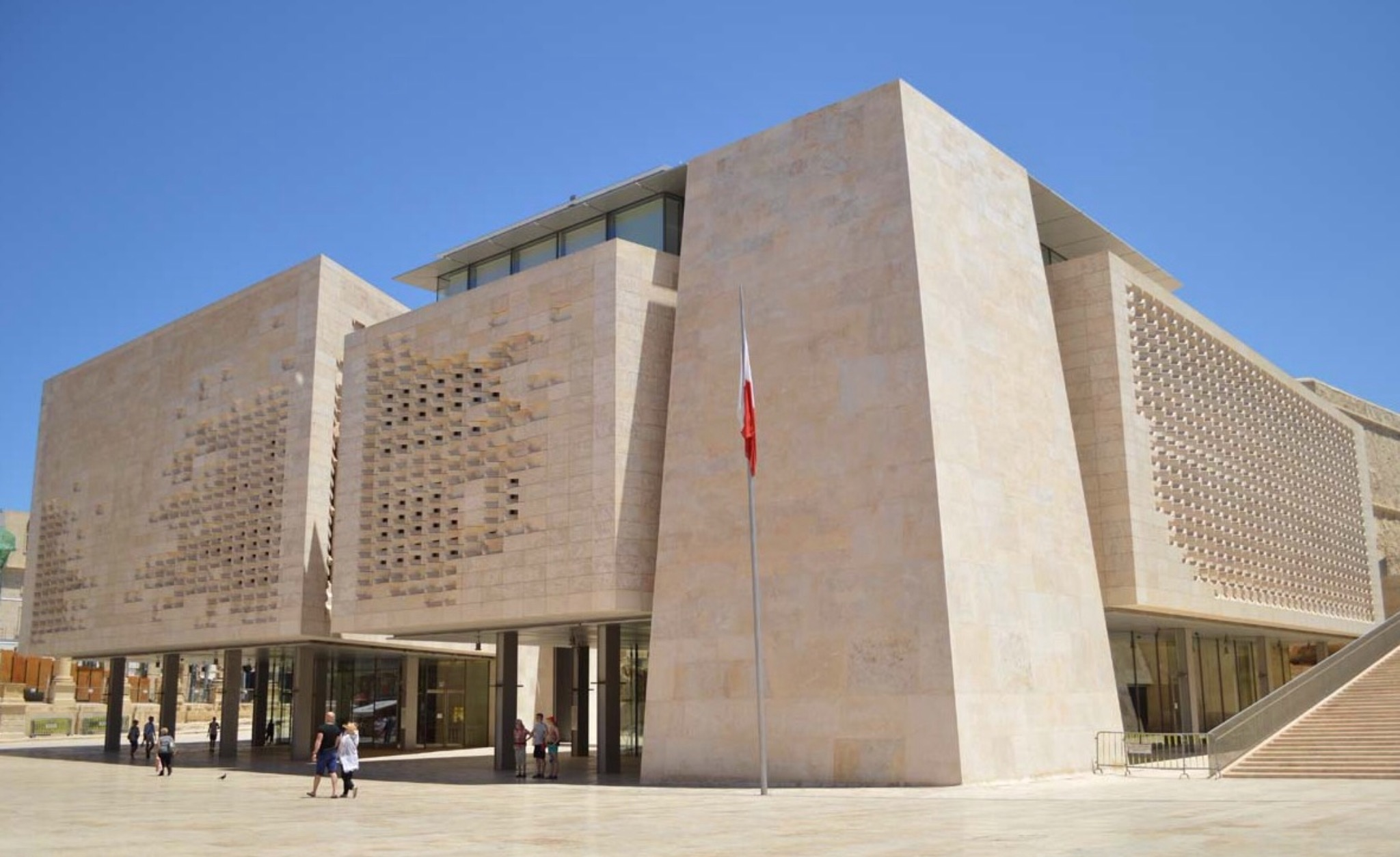
Sídlo parlamentu ve Vallettě

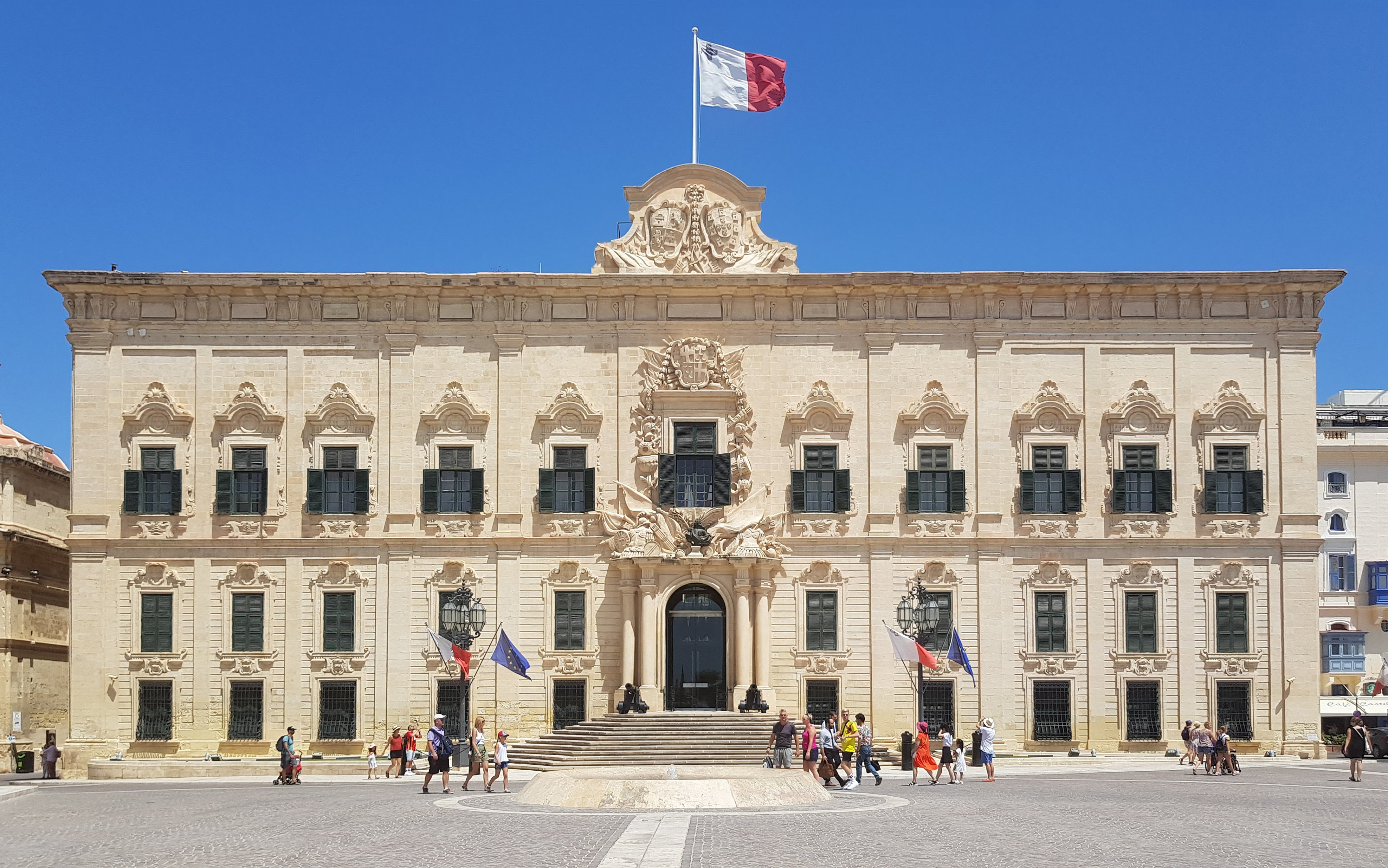
Auberge de Castille, sídlo premiéra

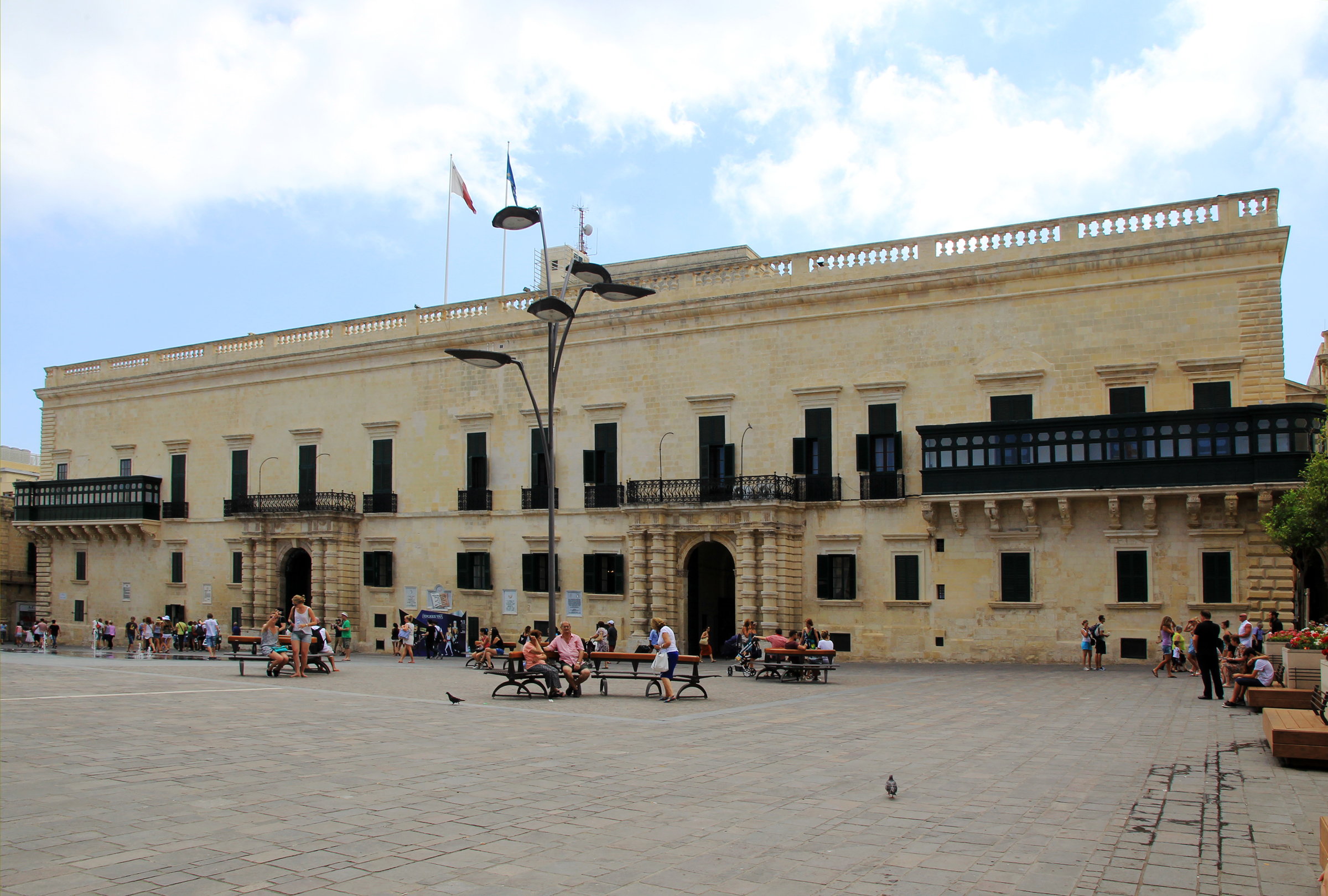
Velmistrovský palác, sídlo prezidenta

Bývalá britská kolonie Malta získala nezávislost 21. září 1964 a 13. prosince 1974 se prohlásila nezávislou republikou, zůstala však i nadále členem Britského společenství národů (Commonwealth of Nations). Od 1. května 2004 je Malta členem Evropské unie.
Malta je parlamentní republikou. Její politický systém je, vzhledem k britskému vlivu v minulosti, silně ovlivněn westminsterským systémem. V čele státu stojí nominálně prezident republiky, volený prostou většinou jednokomorovým parlamentem na pětileté období. Prezident jmenuje předsedu vlády a podílí se na složení vlády. V minulosti se však ukázalo, že vůdce jedné z obou hlavních stran, který se zpravidla stává i předsedou vlády, určuje, kdo bude zvolen prezidentem, a tudíž zajišťuje i své jmenování předsedou vlády. Parlament má 65 členů. Volby do parlamentu (Kamra tar-Rapprezentanti) se podle ústavy konají nejméně každých pět let. Volí se ve třinácti volebních obvodech nazývaných distretti elettoral. Pokud strana získá absolutní většinu hlasů, ale nemá většinu křesel, dostane tato strana přidělena další křesla, aby byla zajištěna parlamentní většina. Všechny parlamentní volby mají na Maltě tradičně velice těsné výsledky a obě hlavní strany se u vlády pravidelně střídají. Volební účast je tradičně vysoká, Malta drží rekord ve volební účasti mezi státy bez povinného hlasování (z let 1960 a 1995).
Prezidentkou republiky byla od 4. května 2014 Marie-Louise Coleiro Preca. Její mandát skončil v roce 2019 a novým prezidentem se stal George Vella. Předsedou vlády je pak od ledna 2020 Robert Abela, který po rezignaci nahradil Josepha Muscata. Poslední parlamentní volby proběhly 26. března 2022 a již potřetí za sebou vyhrála Strana práce se ziskem 55,1 % hlasů.

### Administrativní dělení

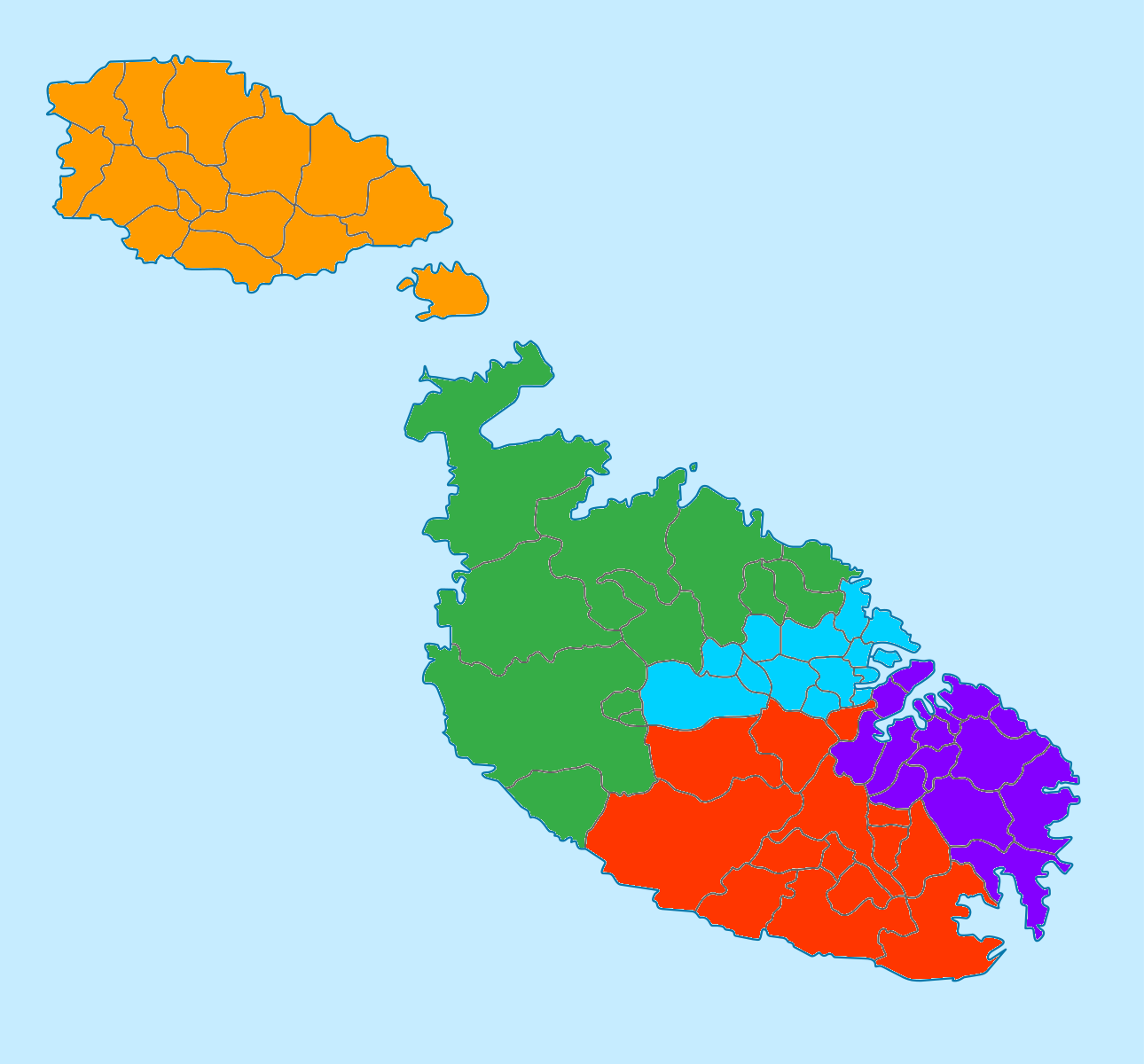
Centrální region
Region Gozo
Severní region
Jihovýchodní region
Jižní region

Malta je rozdělena na pět regionů: Centrální region, Region Gozo, Severní region, Jihovýchodní region a Jižní region (regiony vznikly roku 1993, původně byly tři, roku 2009 byly dva regiony rozděleny a počet se tak ustálil na pěti). Každý region má regionální výbor (maltsky Kumitat Reġjonali), který se skládá z předsedy, místopředsedy, výkonného tajemníka a 10 až 14 členů. Od roku 1993 se Malta dále administrativně dělí do 68 takzvaných lokálních výborů (local council), které jsou voleny jednou za tři roky.
Již před získáním nezávislosti byla maltská politika dominována dvěma politickými stranami: socialistickou a neutralisticky zaměřenou Stranu práce (Partit Laburista, MPL jako zkratka pro Maltese Labour Party) a konzervativní Národní stranu (Partit Nazzjonalista, odtud zkratka PN). Ostatní strany nemají větší politický význam. Třetí nejsilnější stranou je Demokratická alternativa (Alternattiva Demokratika, AD), obdoba evropských „Zelených“.
S politickými stranami se v minulosti střídalo i zaměření maltské zahraniční politiky. Zatímco se konzervativní PN orientovala jednoznačně na Západ, tedy na Evropskou unii, udržovala Labour Party tradičně dobré styky nejen se Sovětským svazem, ostatními zeměmi RVHP a Čínou, ale i se svými arabskými sousedy, mimo jiné s Libyí, a zasazovala se za neutralitu Malty a proti členství v Evropské unii. Od roku 1987 je Malta podle své ústavy neutrální.

### Malta a Evropská unie

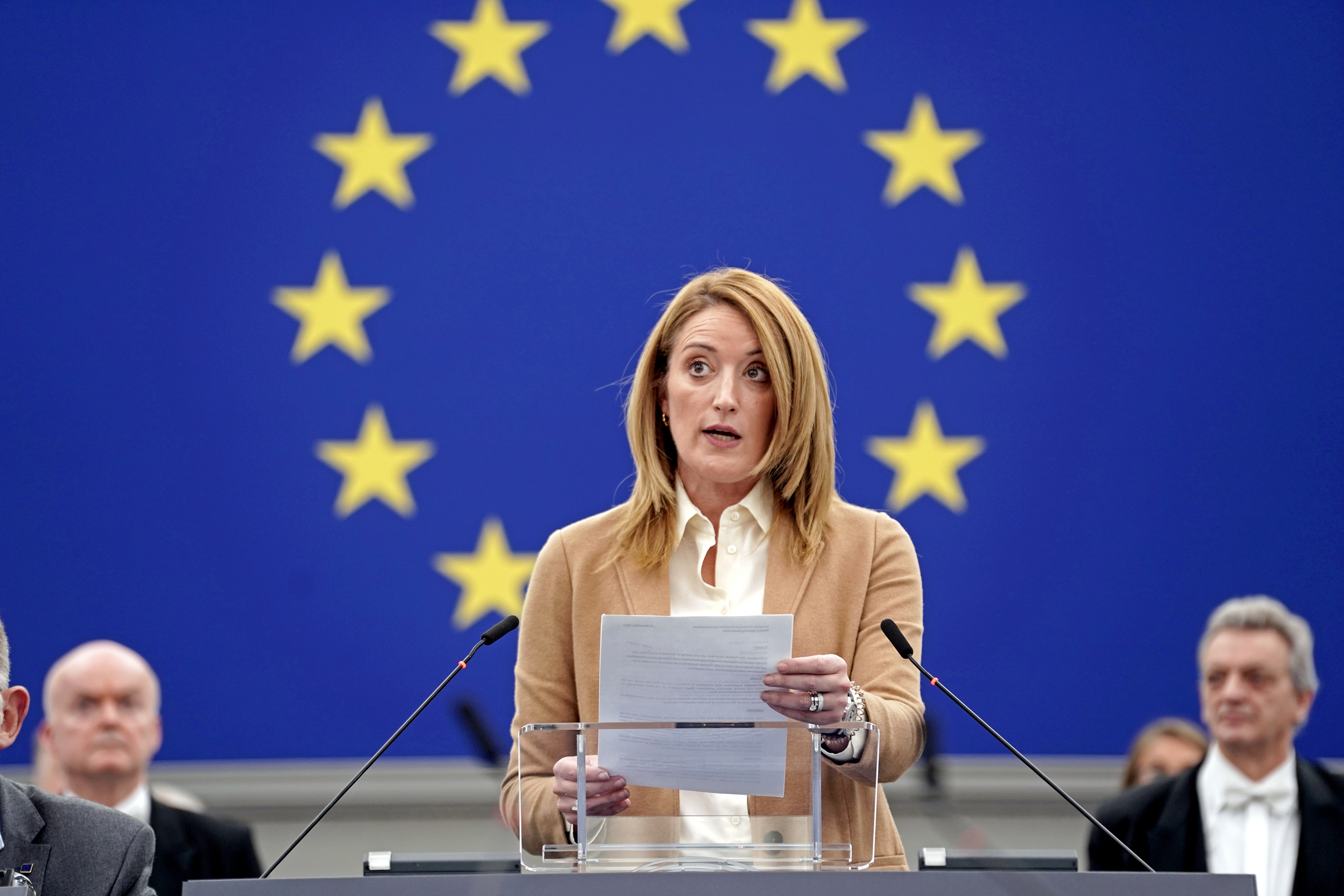
Roberta Metsolaová na zasedání Evropského parlamentu ve Štrasburku

Postoj Malty k členství v Evropské unii byl odvislý od postoje dvou velkých politických stran. Maltská konzervativní strana Nationalist Party byla pro členství, Labour Party (a některé odbory) zase zásadně proti. Každá změna vlády tedy s sebou přinesla i zvrat v otázce vstupu. První žádost o členství podala Malta roku 1990. Po vítězství Labour Party ve volbách roku 1996 Malta žádost o členství stáhla. Po předčasných volbách roku 1998, kdy opět zvítězila Nationalist Party, byla žádost obnovena.
O vstupu Malty do Evropské unie bylo rozhodnuto na konferenci v Kodani 13. prosince 2002. V referendu o členství 8. března 2003 se 53,65 % voličů vyslovilo pro členství. V rámci rozšíření Evropské unie o deset států se tak 1. května 2004 Malta stala členem Evropské unie a vystřídala Lucembursko na místě nejmenšího členského státu. Malta přijala 1. ledna 2008 místo původní maltské liry za novou měnu euro.
V roce 2022 se maltská politička Roberta Metsolaová stala předsedkyní Evropského parlamentu.

## Ekonomika
Hospodářství Malty je ovlivněno skutečností, že souostroví nemá žádné přírodní zdroje, mimo to pak v důsledku mizivé vegetace trpí i nedostatkem spodní vody (lesní porost byl vymýcen již za dob Féničanů).

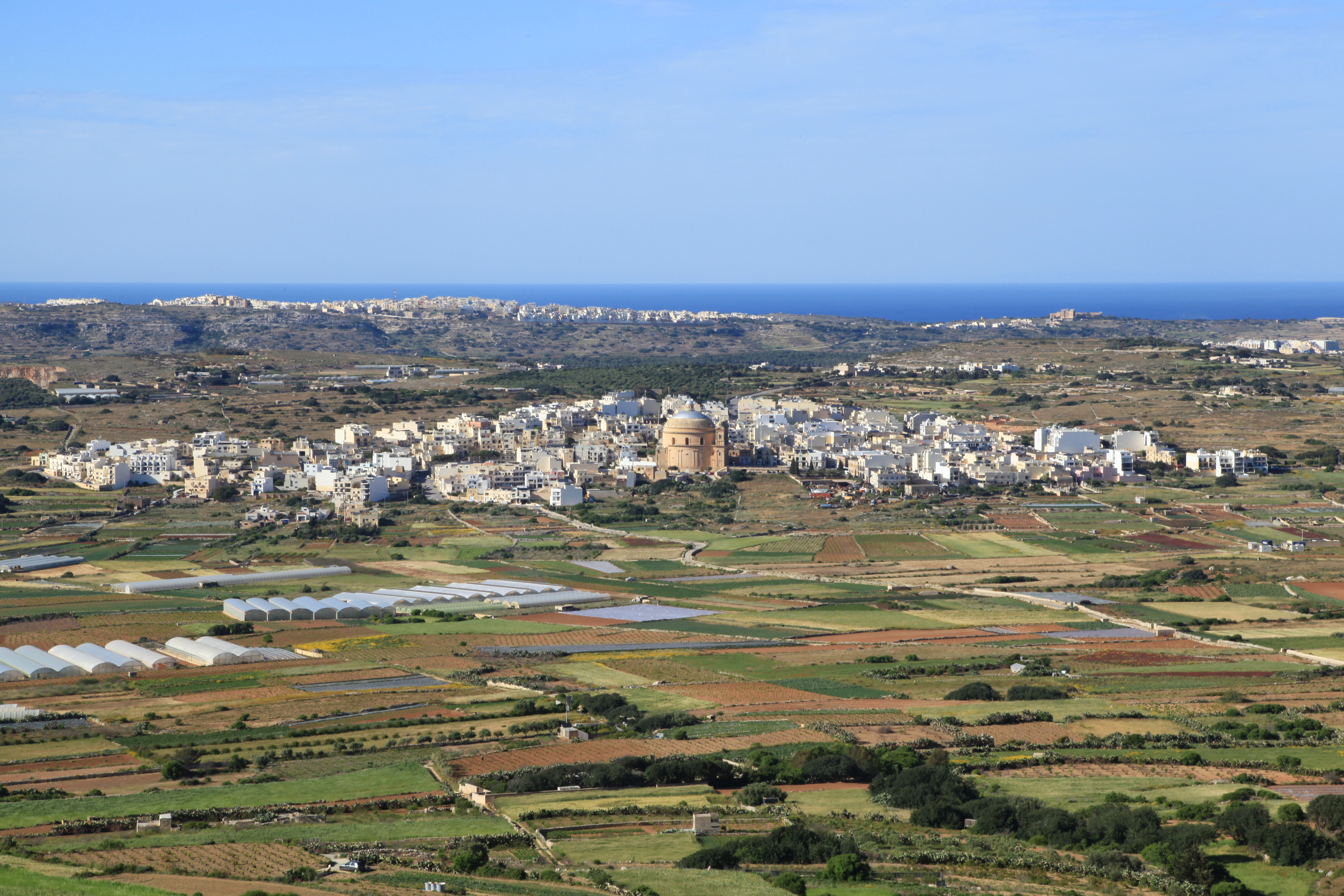
Zemědělská půda na Maltě

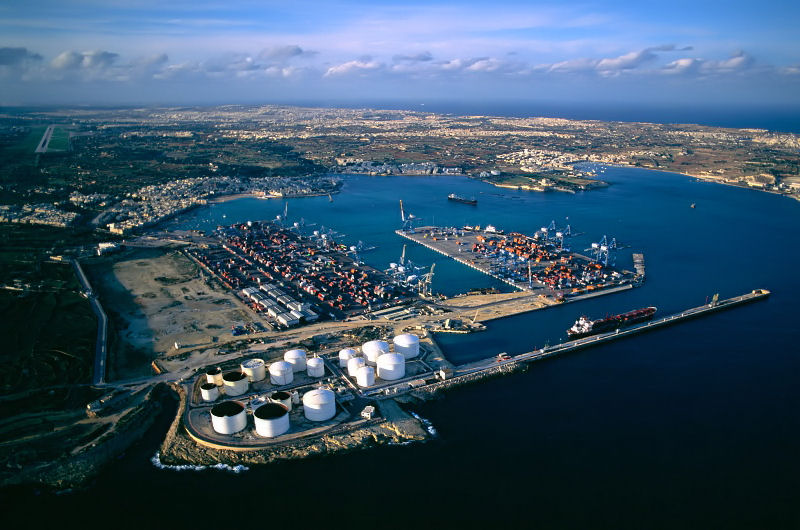
Malta Freeport

Zemědělství, především rostlinná výroba, se soustřeďuje hlavně na poněkud zelenější ostrov Gozo, přesto se musí zelenina dovážet, hlavně v letní suché sezóně. Tradiční rybolov se provádí stále ještě zastaralým způsobem hlavně jako pobřežní lov; roli zde hraje i skutečnost, že vody v okolí Malty jsou již delší dobu vyloveny. Nejen část rybího masa, ale i mnoho ostatních masných výrobků se proto dováží.
Průmyslová výroba, která vyrábí z velké části i pro vývoz, se soustřeďuje především na strojírenské výrobky, elektroniku, stavbu a opravu lodí, textil; jistých úspěchů bylo v devadesátých letech dosaženo i v oblasti zásobování vodou a elektrickým proudem.
V oblasti služeb stojí na prvním místě turistický ruch. V současné době navštěvuje Maltu přes milion turistů ročně – tedy daleko více, než činí vlastní obyvatelstvo; turistika se na HDP podílí zhruba 35 procenty. Před pandemií covidu Malta dosáhla v oblasti turismu svého vrcholu - v prvních devíti měsících roku 2019 ji navštívilo rekordních 2,1 milionu turistů. To je zhruba čtyřnásobek počtu usedlých obyvatel. Turisty však lákají nejen památky a pláže, stále více rozvíjejícím odvětvím je také tzv. zdravotnický turismus. Zejména pro Brity se stala Malta destinací tohoto druhu. Oblíbenou turistickou atrakcí je také Pepkova vesnice, původně filmová kulisa posléze přeměněná v zábavní park zaměřený na pop-kulturní postavičku Pepka námořníka.
V zahraničním obchodu připadá 60 až 70 procent vývozu a dovozu na Německo, Francii, Itálii, USA a Velkou Británii. V dovozu činí značnou položku potraviny a fosilní zdroje na výrobu elektřiny.
Malta Freeport v Marsaxlokku je jedním z největších přístavů kontejnerové námořní dopravy v Evropě. Jediným mezinárodním letištěm v zemi je Letiště Malta. Leží asi 5 km jihozápadně od Valletty, v místě bývalé základny RAF Luqa. Slouží jako uzel pro společnosti KM Malta Airlines a také Ryanair (respektive její divizi Malta Air). KM Malta Airlines je národní dopravce. Na silnicích se, vzhledem k britskému vlivu v minulosti, jezdí na Maltě vlevo. Navzdory nevelké rozloze ostrova je vlastnictví automobilu velmi obvyklé – hustota provozu je čtvrtá nejvyšší v EU.

## Obyvatelstvo

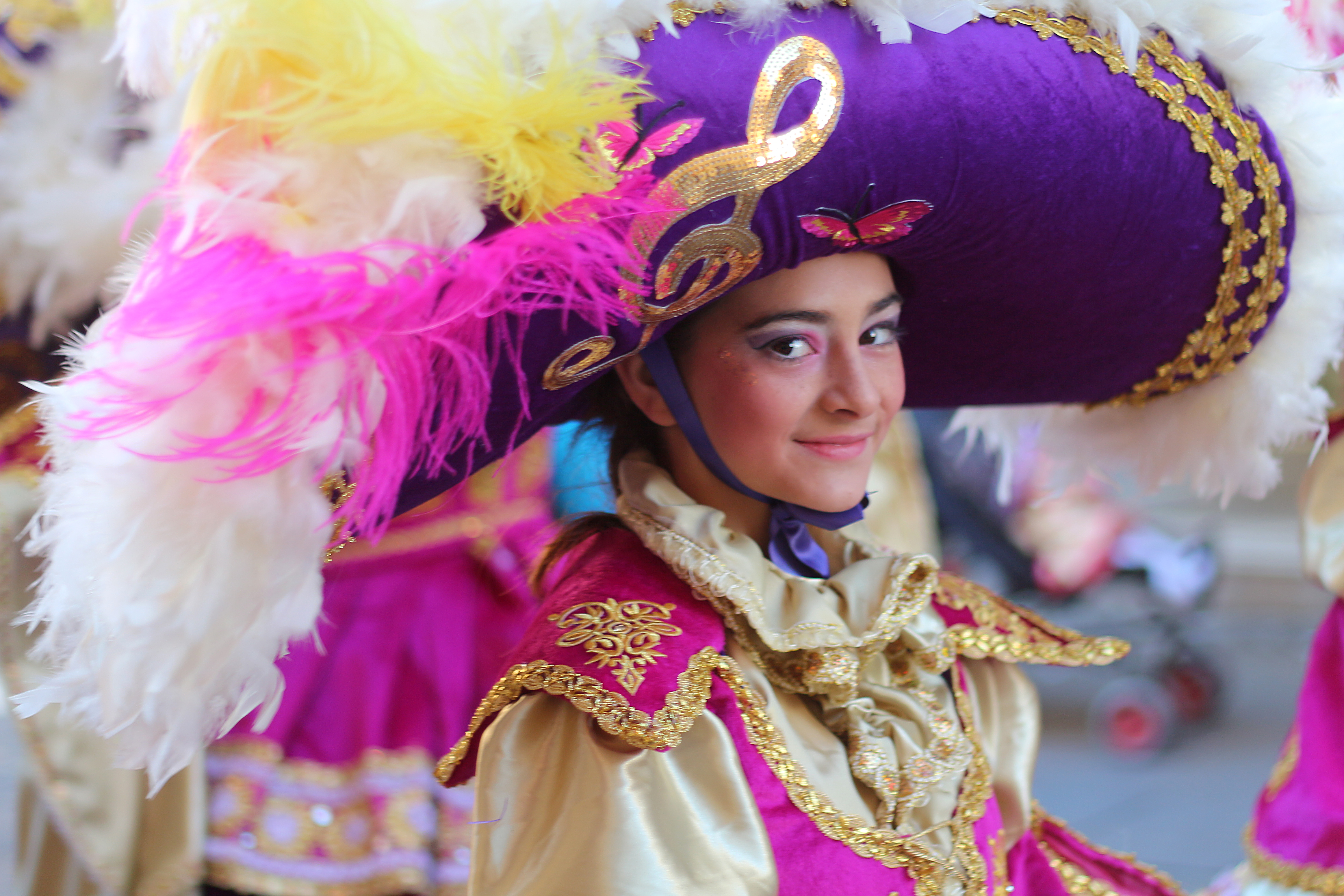
Maltská dívka během tradičního karnevalu

Většina obyvatel Malty žije na hlavním ostrově Malta, zde převážně v městských aglomeracích. Vzhledem k malé rozloze činí hustota zalidnění téměř 1 321 obyvatel na km² (největší v Evropské unii a osmá největší na světě). Přes 90 procent obyvatel žije v městech. Přibližně 3 procenta obyvatel jsou cizinci. Téměř stejný počet obyvatel žije nastálo v zahraničí (v Kanadě, Austrálii a také USA). Na rozdíl od hlavního ostrova má Gozo více zeleně a spíše zemědělský ráz s příslušnou strukturou obyvatelstva, zároveň i menší hustotu obyvatel. Comino je obydleno jen v turistické sezóně (hosté jednoho hotelu, jinak mimo sezónu zde žijí plus minus čtyři obyvatelé).
- přirozený růst obyvatelstva: 1,2 procent
- průměrný věk obyvatelstva: celkový 38 let, muži 36,6 a ženy 39,5 roků
- porodnost: 10,09 na 1 000 obyvatel
- úmrtnost: 7,91 na 1 000 obyvatel
- dětská úmrtnost: 5,69 na 1 000 živě narozených
- průměrný věk dožití: 76,39 let u mužů, 80,43 let u žen

(číselné údaje: stav koncem roku 2003)
Interrupce na Maltě je nezákonná. Je to jediný členský stát Evropské unie s úplným zákazem úmyslných potratů. Neexistují žádné výjimky, včetně případů znásilnění nebo incestu. Do manželství mohou Malťané vstoupit od 16 let. Možnost uzavřít manželství před osmnáctým rokem využívají tradičně zejména maltské dívky.

### Národnost

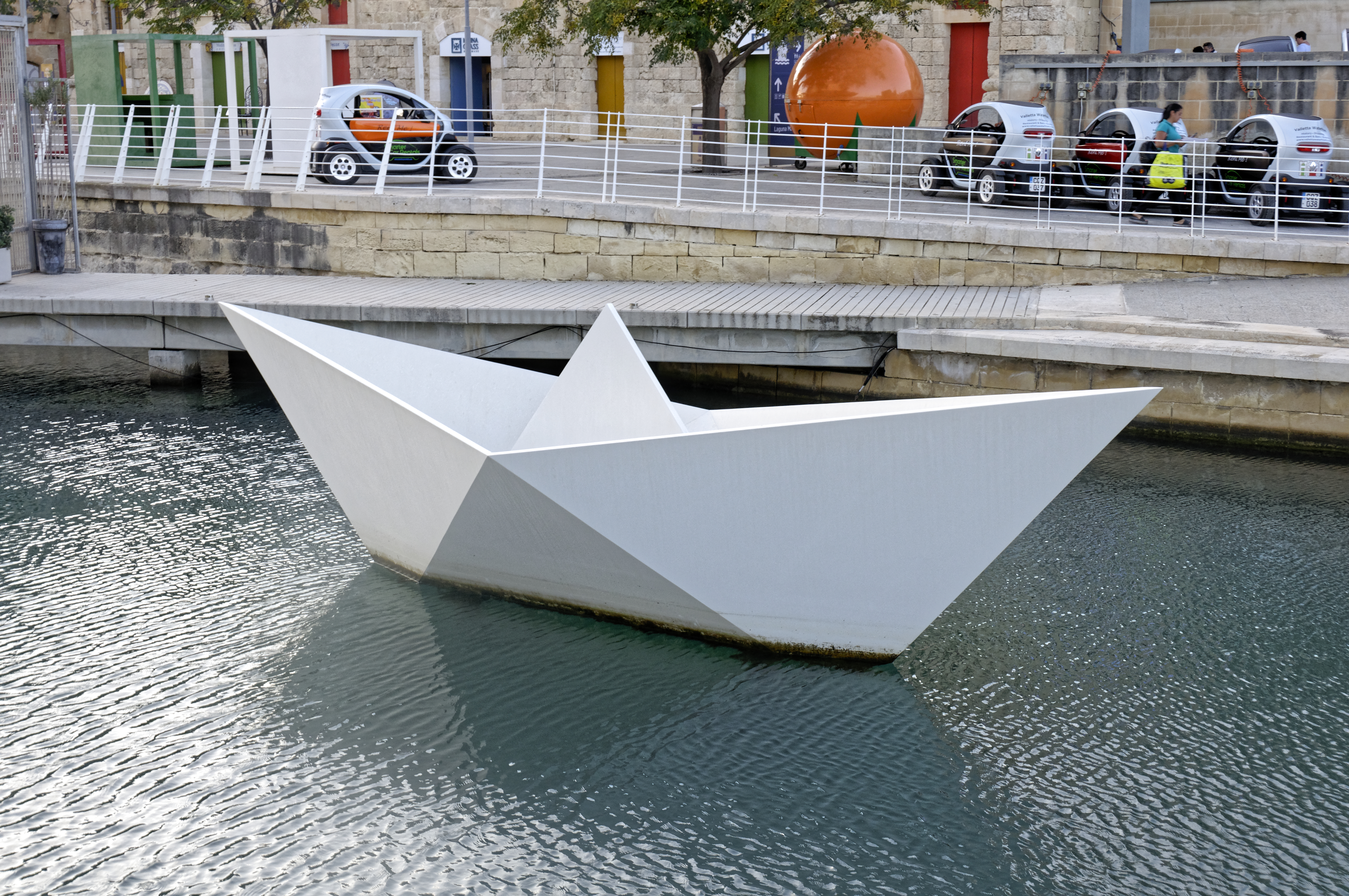
Památník ve Florianě upomínající na migrační vlnu z Malty po druhé světové válce

O původním obyvatelstvu z megalitické doby existují jen domněnky. Osídlení dnešním obyvatelstvem začíná kolem roku 2000 př. n. l., poté, co byla Malta zhruba 500 let neobydlena. Podle jedné stále neověřené teorie byla Malta osídlena ze Sicílie, přičemž v průběhu dalšího vývoje došlo částečně ke smíšení obyvatelstva s jinými národy.
Od počátku 21. století zaznamenala Malta významný nárůst migrace. Populace narozená v cizině vzrostla mezi lety 2005 a 2020 téměř osminásobně. Největší část představují Britové, na Maltě tráví závěr života hodně britských důchodců, zejména ve Sliemě. Dále nejvíce do země migrují Italové, Libyjci a Srbové. Růst migrace rychle vytlačil ceny nemovitostí a nájemného, čímž se zhoršila dostupnost bydlení. Zajímavostí je, že poměrně nedávno Malta čelila úplně opačnému problému, v letech 1948 až 1967 z ní emigrovalo 30 procent populace - 57,6 % do Austrálie, 22 % do Spojeného království, 13 % do Kanady a 7 % do Spojených států. Maltské úřady dokonce pomáhaly emigrantům s náklady na cestu.
V lednu 2014 začala Malta udělovat občanství za příspěvek ve výši 650 000 eur plus investice. Tato praktika tzv. zlatého pasu vedla ke kritice, že Malta takto umožňuje získat přístup do Evropské unie pochybným podnikatelům z různých koutů světa.
Od konce 20. století se Malta stala tranzitní zemí pro migrační trasy z Afriky do Evropy. Situace se stala dramatickou a Malta přijala několik opatření, které posléze kritizovaly lidskoprávní organizace. I Evropský soud pro lidská práva nakonec shledal, že zadržování migrantů ze strany Malty bylo svévolné a porušovalo Evropskou úmluvu o lidských právech.

### Jazyky

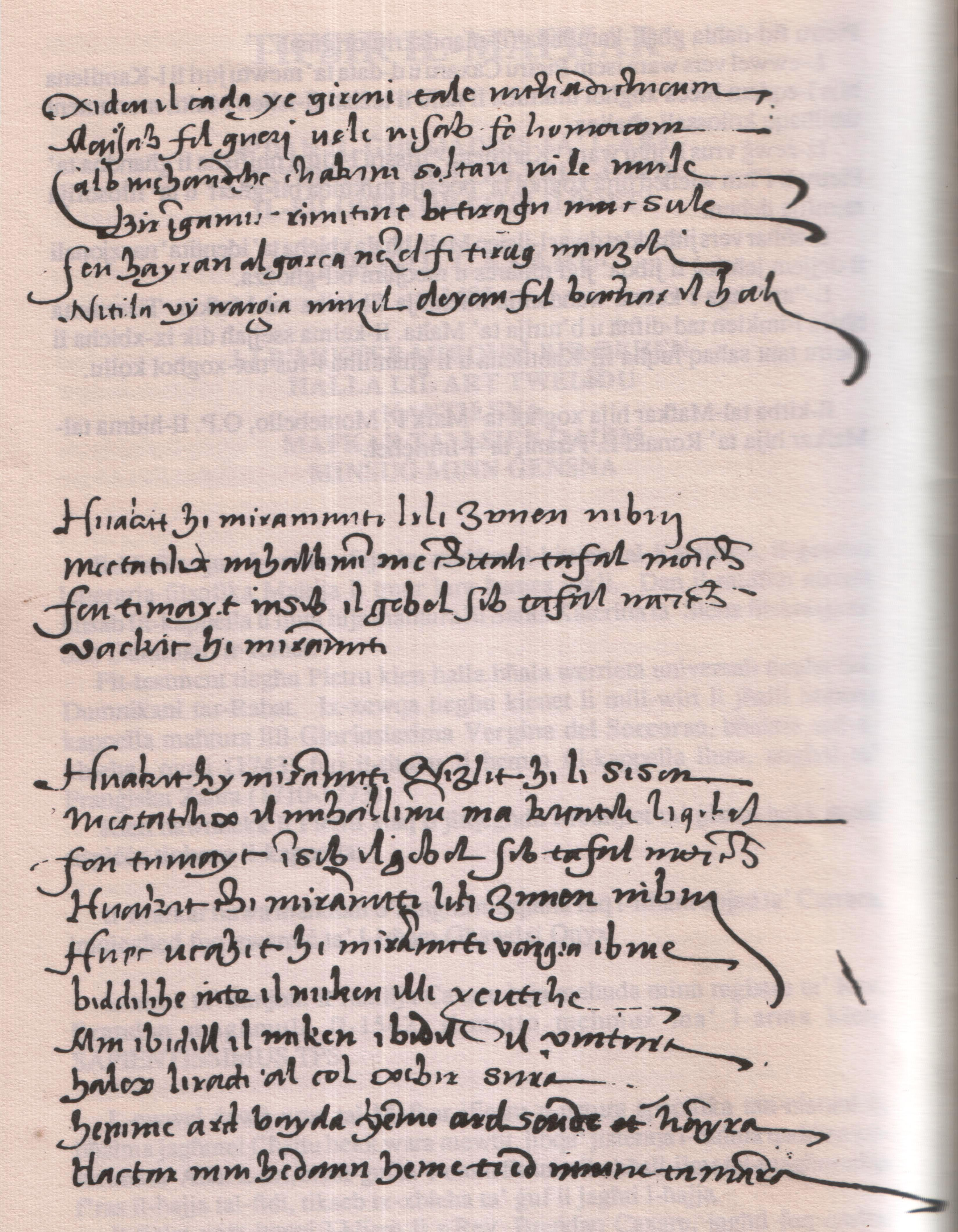
Il-Kantilena

Úřední řečí na Maltě je maltština (Malti) a angličtina. Článek 74 Ústavy však uvádí, že „... pokud dojde k jakémukoli rozporu mezi maltským a anglickým zněním jakéhokoli zákona, má přednost maltský text.“ V roce 2012 Eurobarometr zjistil, že 97 procent maltské populace považuje maltštinu za mateřský jazyk. 89 procent populace mluví rovněž anglicky, 66 procent italsky a 17 procent francouzsky. Tato rozšířená znalost několika jazyků činí Maltu jednou z nejvíce mnohojazyčných zemí v Evropské unii. Znalost italštiny posilují oblíbené italské televizní sítě RAI a Mediaset.
Maltština je semitskou řečí, která se vyvinula z arabštiny. V průběhu vývoje však byla silně ovlivněna také románskými jazyky (hlavně italštinou) a angličtinou. Maltština je jedinou semitskou řečí, která používá latinskou abecedu, obohacenou o několik vlastních písmen. Je také jedinou semitskou řečí, která má status oficiálního jazyka Evropské unie. I název Malta se vyvinul z původně fénických a později arabských jmen, která se pro ostrov používala: Malet, Melita, Maltacheum a další, což znamenalo pravděpodobně bezpečný přístav.
Nejstarším doloženým textem v maltštině je báseň Il-Kantilena, připisovaná Pietru Caxarovi a pocházející z 15. století.

### Náboženství

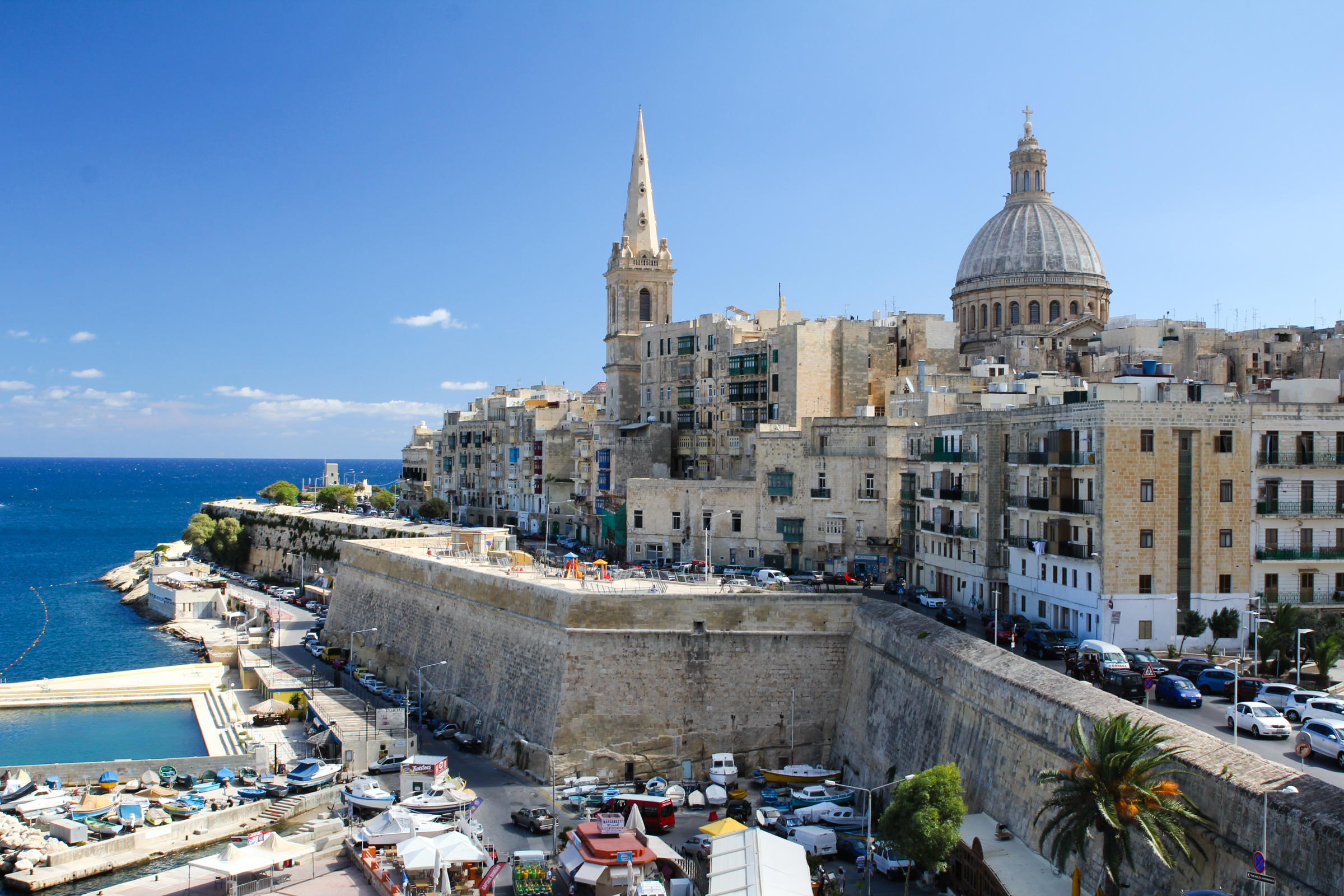
Katedrála sv. Pavla ve Vallettě

Většina obyvatel Malty jsou křesťané. Druhý článek ústavy Malty určuje katolicismus jako státní náboženství, což se odráží v různých prvcích maltské kultury. V ústavě se také píše, že výuka katolického náboženství na maltských školách je povinná. Zároveň jsou tam ale pasáže garantující náboženskou svobodu.
Na Maltě existuje 364 kostelů, což odpovídá poměru jeden kostel na tisíc obyvatel. Vzhledem k počtu obyvatel má Malta rovněž víc kněží, mnichů a jeptišek než jakýkoliv jiný stát na světě s výjimkou Vatikánu. Prvním maltským světcem a údajně i prvním biskupem byl Svatý Publius, jehož měl dle legendy léčit sv. Pavel. Sídlit měl v jeskyni v Rabatu, nyní známé jako „jeskyně sv. Pavla“ (v jejím okolí byly nalezeny archeologické důkazy o křesťanských pohřbech a rituálech ze 3. století). Jeskyně patří k nejstarším známým místům křesťanského uctívání na ostrově. Svatý Publius je patronem Malty spolu s Pavlem a Svatou Agátou (dříve v češtině označovanou jako Háta). Významnou náboženskou osobností byl George Preca. Papež Benedikt XVI. ho svatořečil 3. června 2007. Dalšího významného kněze Nazju Falzona blahořečil Jan Pavel II. dne 9. května 2001.

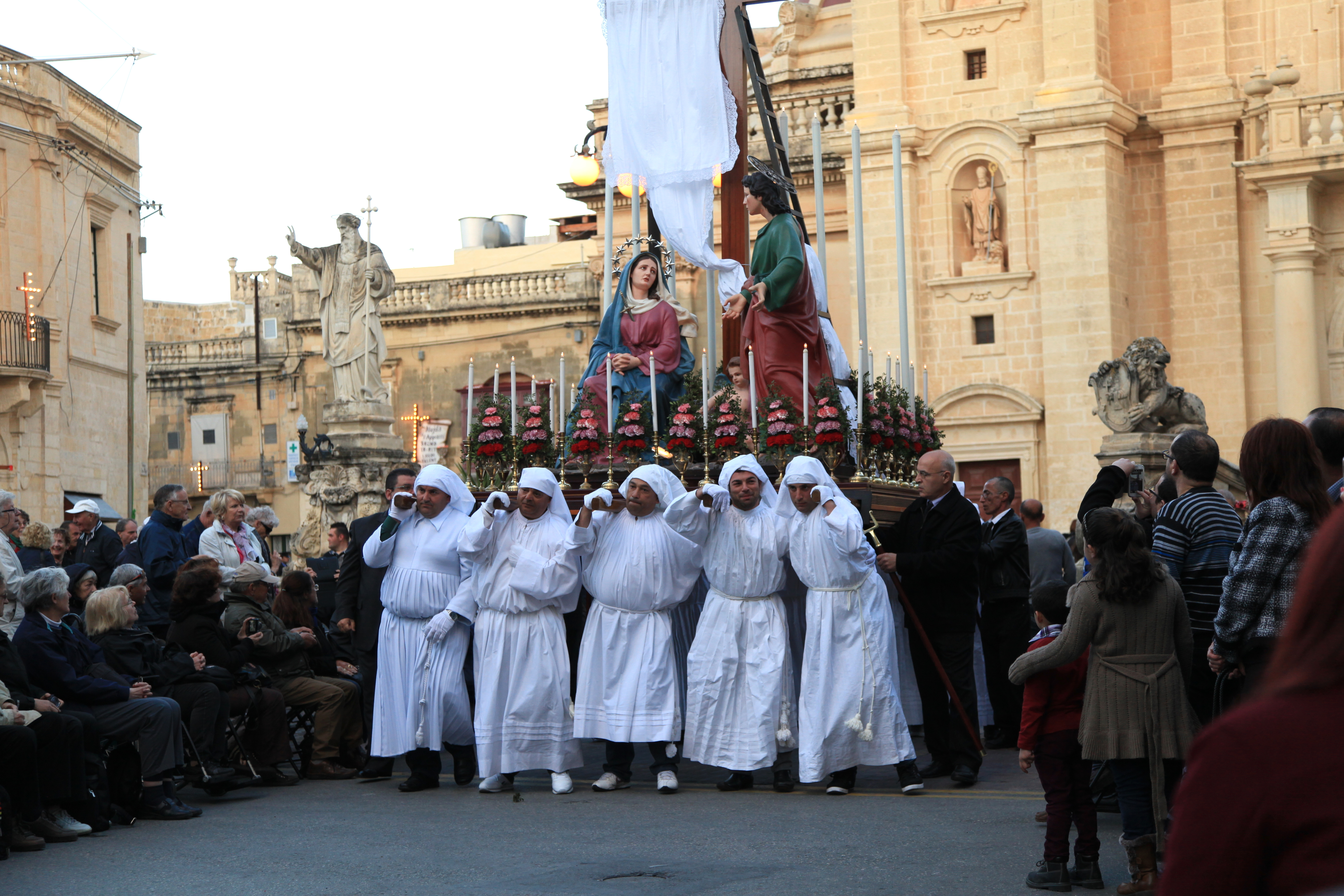
Katolický průvod na Velký pátek ve městě Żebbuġ

Židovská populace na Maltě dosáhla svého vrcholu ve středověku za vlády Normanů. V roce 1479 se však Malta a Sicílie dostaly pod aragonskou vládu a Dekret z Alhambry z roku 1492 přinutil všechny Židy opustit zemi a zanechat na ostrově téměř všechen majetek. Jen několik desítek maltských Židů tehdy konvertovalo ke křesťanství, aby mohli zůstat v zemi. Dnes existuje na ostrově jeden židovský sbor.
Na Maltě též existuje jedna muslimská mešita: Mariam Al-Batool. Z odhadovaných 3 000 muslimů na Maltě je přibližně 2250 cizinců, 600 občanů je naturalizovaných a asi 150 je maltských rodáků.
V průzkumu, který provedl deník Malta Today, se 4,5% populace prohlásilo za ateistu nebo agnostika, což je jedno z nejnižších čísel v Evropě. Podle průzkumu Eurobarometru provedeného v roce 2019 se však počet ateistů od roku 2014 do roku 2018 zdvojnásobil. Lidé bez vyznání jsou ovšem údajně objektem diskriminace. Výroční zpráva organizace Humanists International o svobodě myšlení za rok 2015 kvůli tomu zařadila Maltu do kategorie „závažná diskriminace". Významným pokrokem bylo, když byl v roce 2016 zrušen zákon o rouhání.

### Města

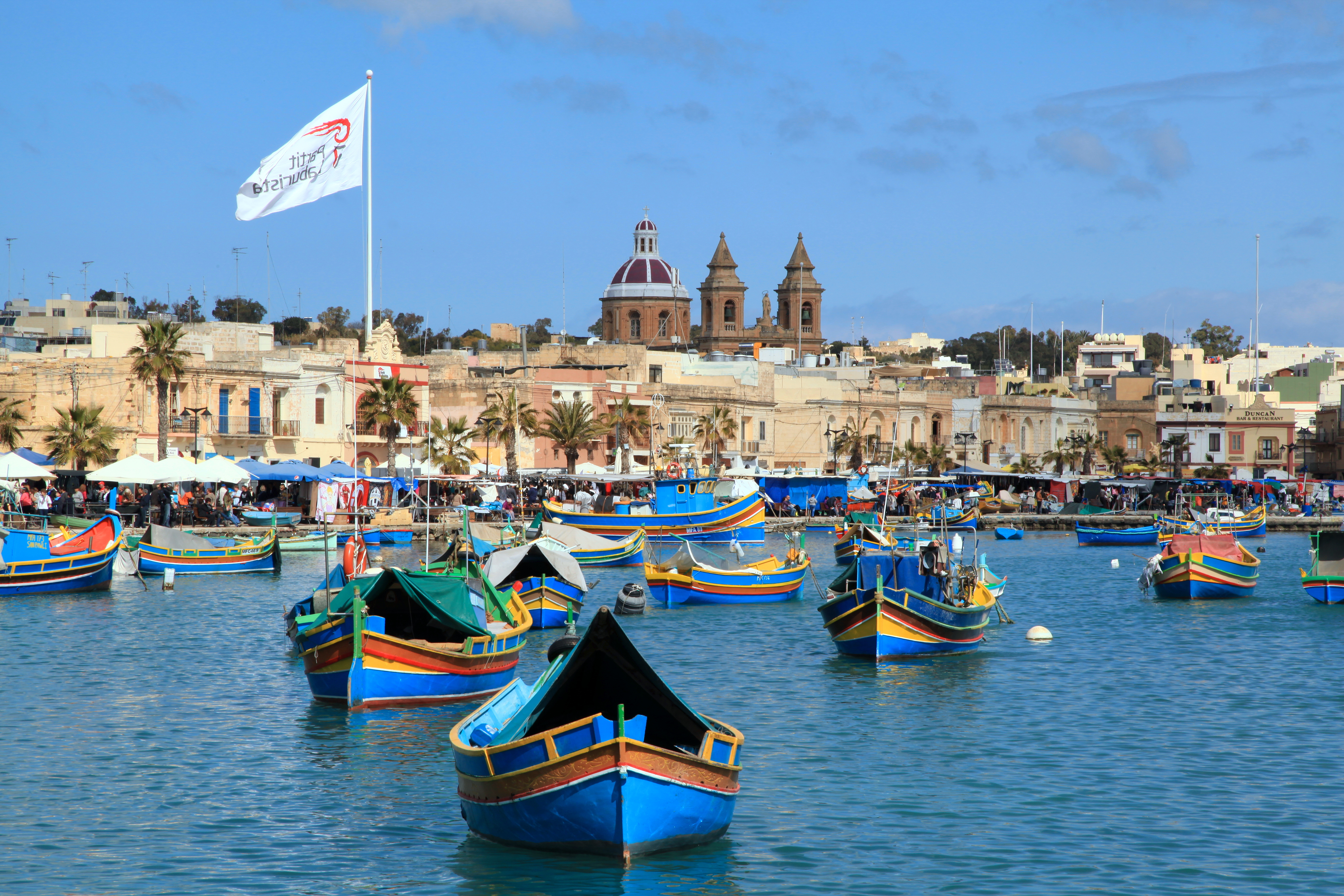
Marsaxlokk

Z ptačí perspektivy se zdá, že celý severovýchod hlavního ostrova Malty pozůstává z jednoho jediného velkého města. Tento dojem klame, především v důsledku velmi rychlé výstavby za posledních přibližně třicet let. Hranice jednotlivých měst této aglomerace jsou rozeznatelné pouze z místních popisných tabulek. K největším a nejznámějším městům patří:
- Valletta (často nesprávně nazývané La Valletta), hlavní město; pozůstává především z historické pevnosti
- Sliema, obchodní a nákupní středisko Malty,
- Birkirkara, největší město (2002: 22 334 obyvatel)
- Mdina, bývalé hlavní město s historickým centrem, dnes také zvané „tiché město“ (je přístupné jen pro pěší), s živým předměstím Rabat
- Victoria (dříve také a dnes částečně: Rabat), hlavní město ostrova Gozo
- takzvaná „Tři města“ (The Three Cities), jak se nazývají města Vittoriosa (také Birgu), Senglea a Cospicua, ležící oproti Vallettě na východní straně zálivu Grand Harbour
- Marsaxlokk, rybářský přístav, známý velkým počtem tradičních člunů luzzu

## Kultura

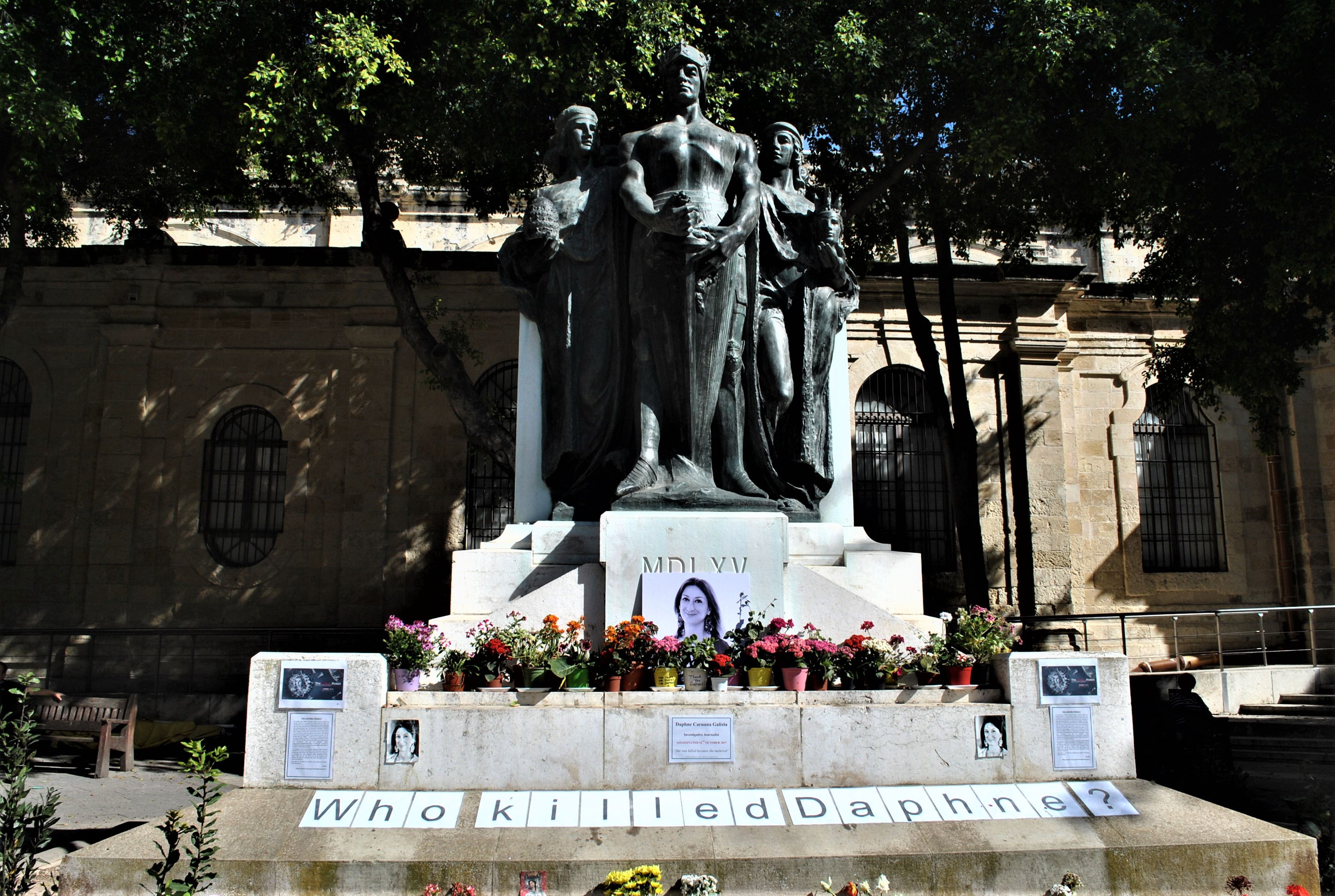
Místo připomínky zavražděné Daphne Caruana Galiziaové u pomníku Víra, statečnost a civilizace.

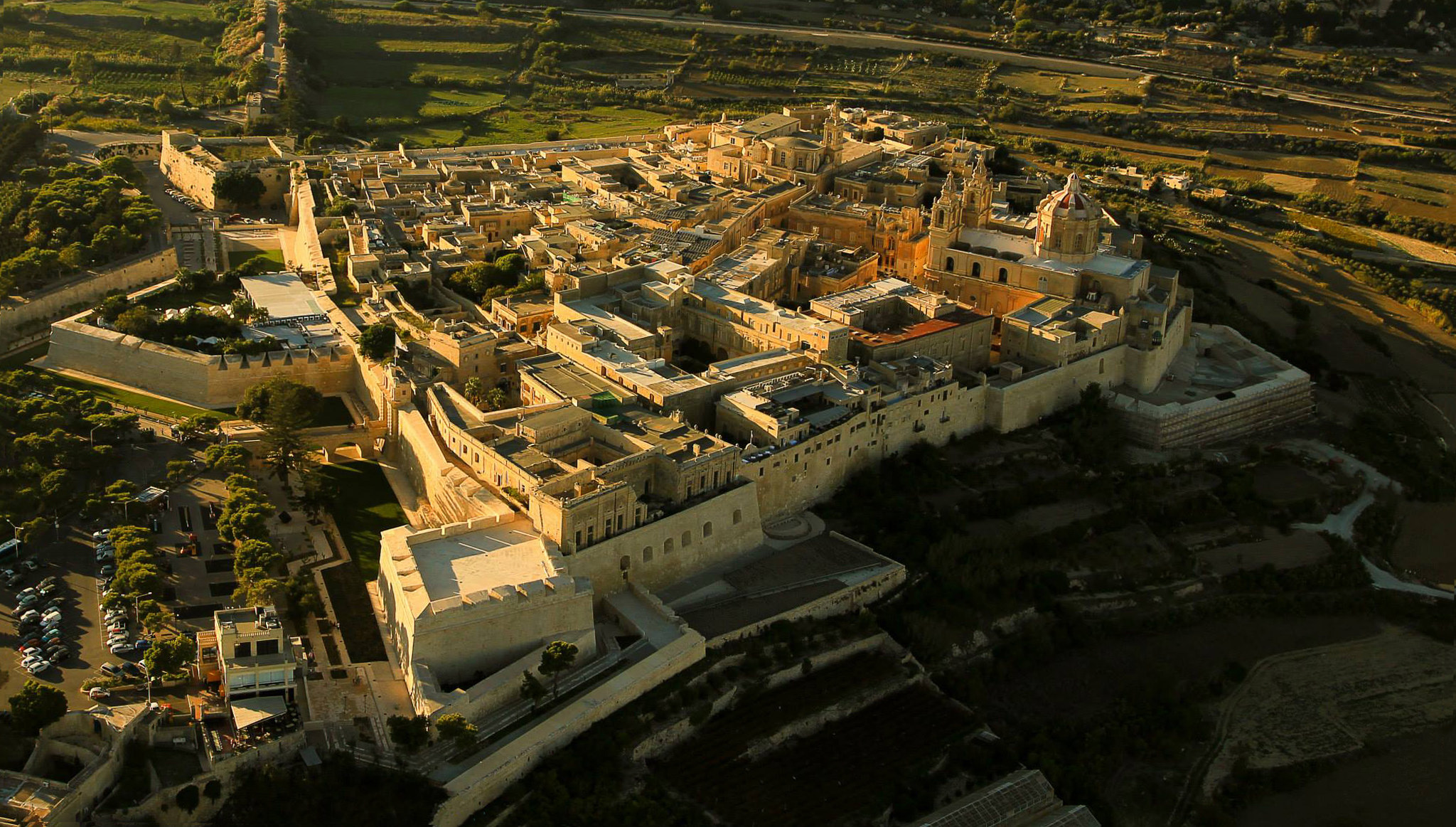
Mdina

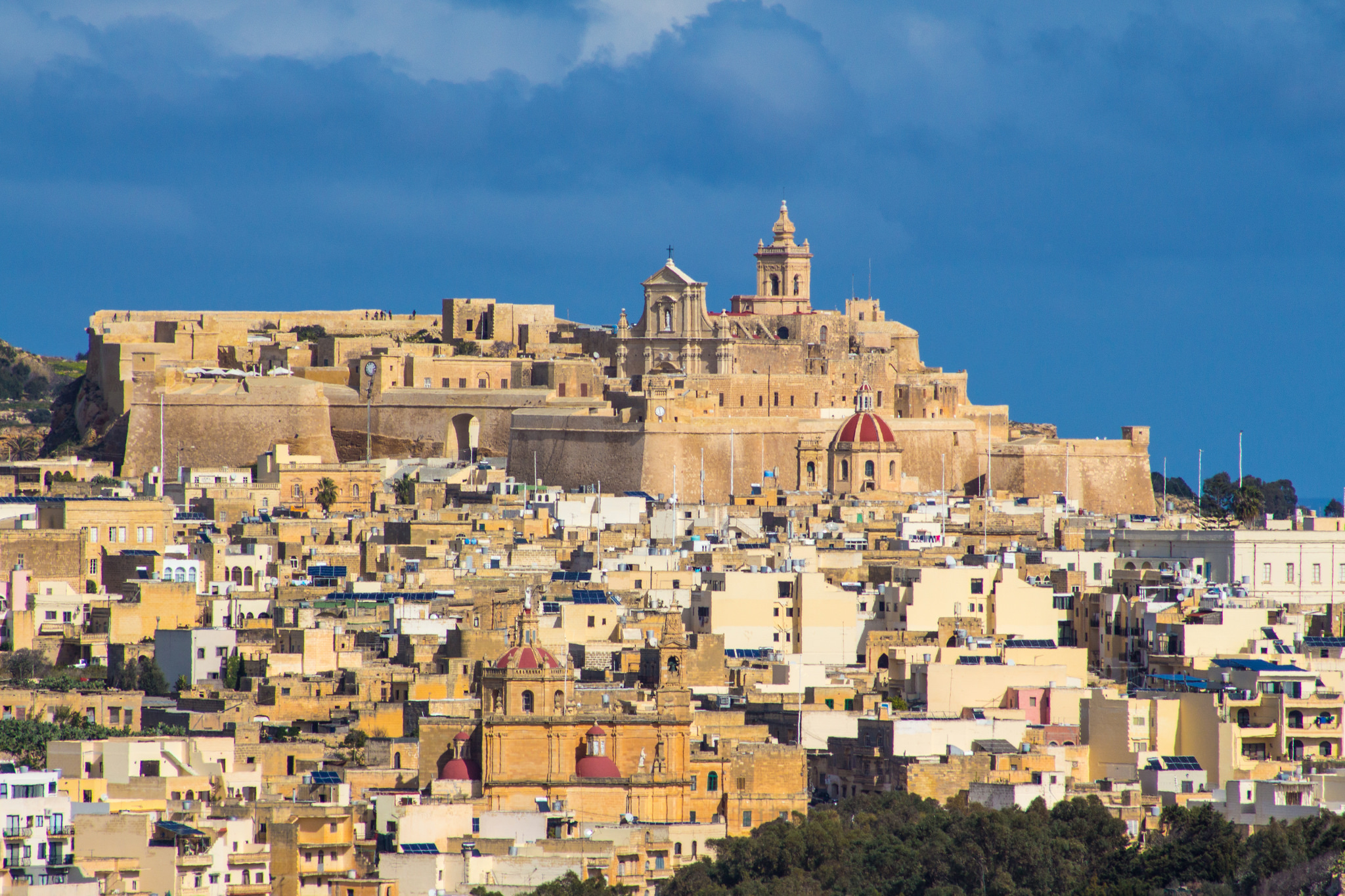
Citadela ve Victorii

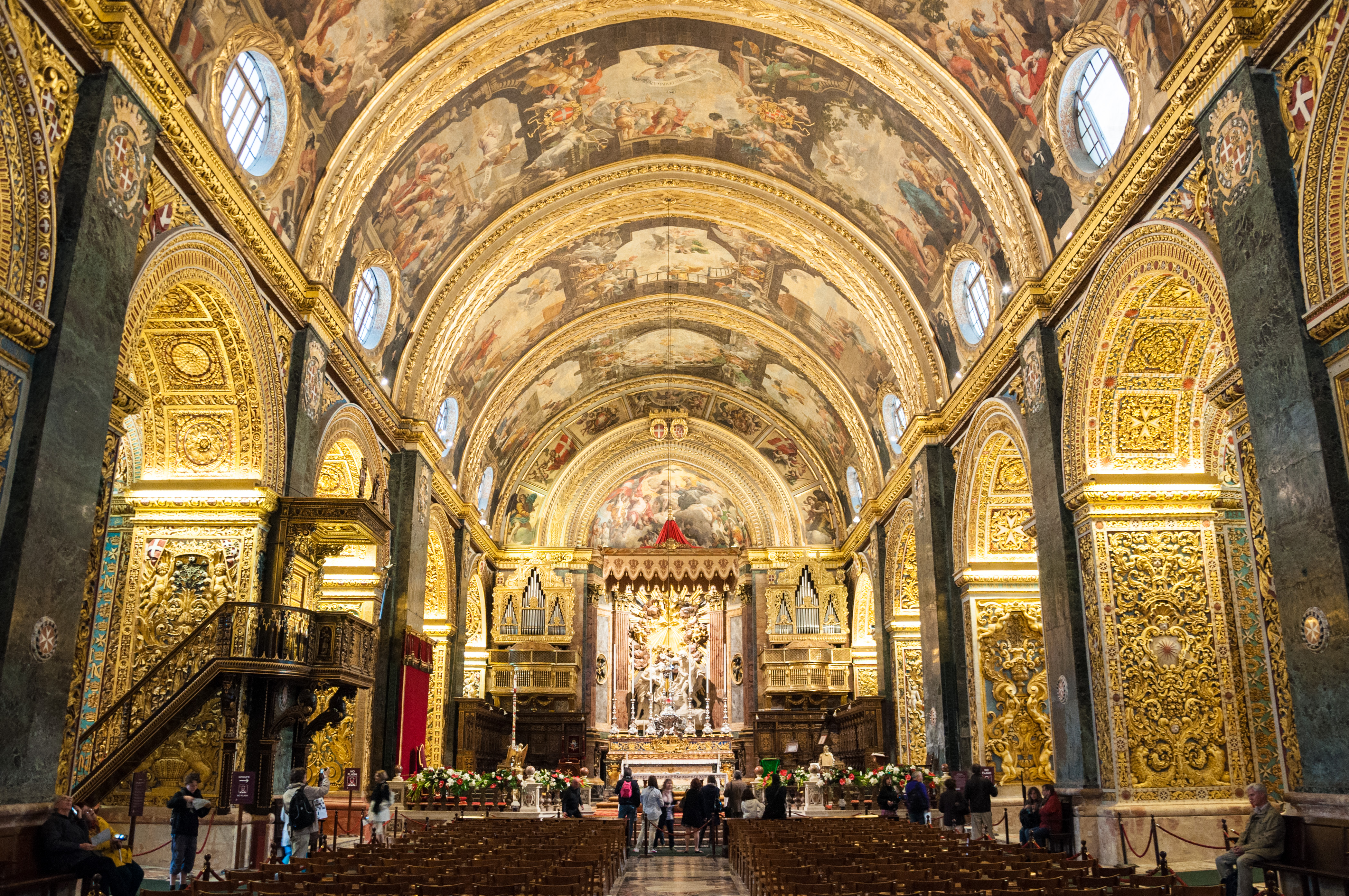
Konkatedrála sv. Jana

Světové proslulosti dosáhl spisovatel Frans Sammut či komiksový tvůrce Joe Sacco, který se proslavil seriály o historických událostech. Ke známým spisovatelům patří rovněž "maltský bard" Dun Karm či Mark A. Sammut. Představitelem současné maltské literatury je například Immanuel Mifsud. Je čtyřnásobným držitelem maltské národní literární ceny a v roce 2011 mu byla za autobiografickou knihu Ve jménu Otce (i Syna) udělena Cena Evropské unie za literaturu. Novinářskou legendou se stala Daphne Caruana Galiziaová. Poté, co odhalila a kritizovala korupci ve vládě, nepotismus, praní špinavých peněz, vazby mezi maltským online hazardním průmyslem a organizovaným zločinem nebo popsala ázerbájdžánský vliv na Maltě, se 16. října 2017 stala obětí atentátu, když byla v jejím vozidle odpálena bomba. To vzbudilo mezinárodní pozornost a vlnu kritiky, otřáslo to i maltským politickým životem. Šestnáctého každého měsíce se na Maltě scházejí občané, aby si vraždu novinářky připomněli. Největším a nejvlivnějším deníkem na ostrově jsou Times of Malta. Maltská národní knihovna byla založena již roku 1776.
Nejznámějšími hudebními skladateli jsou Nicolas Isouard a Girolamo Abos. Jistého věhlasu dosáhl i operní pěvec Joseph Calleja. Nejznámější styl maltské lidové hudby se nazývá għana. V roce 2021 byl zapsán na seznam nehmotného světového kulturního dědictví UNESCO. Divadlo Manoel založené roku 1731 je třetím nejstarším stále činným divadlem v Evropě. Je mj. domovskou scénou Maltské filharmonie.
Vývoj malířství na Maltě silně ovlivnil Caravaggio, který tam 15 měsíců pobýval. Dva z nejznámějších jeho obrazů, Stětí Jana Křtitele a Svatý Jeroným, jsou k vidění dodnes právě na Maltě, v konkatedrále sv. Jana. Caravagiem byl silně ovlivněn například Mattia Preti, nejvýznamnější barokní malíř působící na ostrově. Poté, co se stal rytířem Řádu sv. Jana, odcestoval v roce 1659 na Maltu a většinu zbytku svého života strávil tam. Přeměnil interiér katedrály sv. Jana v obrovskou sérii obrazů o životě a mučednictví sv. Jana Křtitele (1661-1666). Na Maltě najdeme také mnoho obrazů Pretiho v soukromých sbírkách a ve farních kostelech. Namaloval na Maltě i svůj známý obraz Daňový peníz. Významnými sochaři byli Melchiorre Cafà a Lorenzo Gafà. V oblasti lidového umění má velkou tradici maltézská krajka (bizzilla).

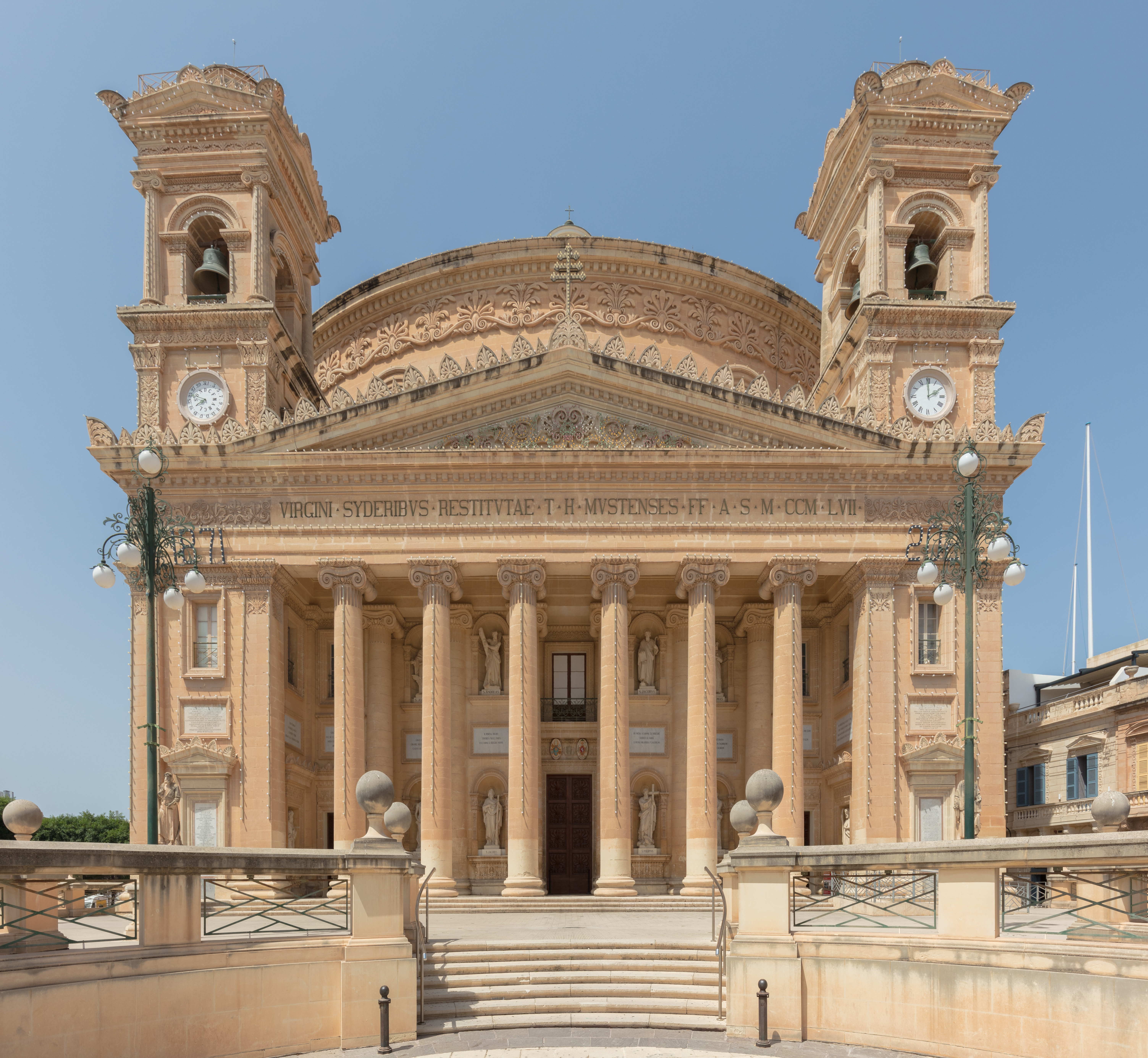
Rotunda v Mostě

Manýristický architekt Girolamo Cassar naplánoval řadu staveb v hlavním městě Vallettě, např. konkatedrálu sv. Jana či Velmistrovský palác. Malta je velice bohatá na historické památky. Tři z nich se nacházejí na listině Kulturního dědictví organizace UNESCO: hlavní město Valletta jako celek, megalitické chrámy na Maltě a Gozu, a takzvané Hypogeum Ħal Saflieni. Další historické památky pocházejí z doby arabského obsazení ostrova, hlavně však z doby vlády Johanitů. Zde je možno jmenovat celé město Mdinu (hradby postavili již Arabové), dále nesčíslné stavby a pevnůstky ve Vallettě, citadelu v hlavním městě Goza Victorii, palác Auberge de Castille, rotundu v Mostě, mnoho strážních věží, roztroušených po celém souostroví. Významnou raně křesťanskou památkou jsou rovněž katakomby pod dnešním městem Rabat, jejichž zvláštností je, že do nich v pozdní antice byli pohřbíváni vedle křesťanů i pohané a židé.
Nejvýznamnějšími sbírkovými a muzeálnímu institucemi jsou Národní muzeum archeologie, Národní válečné muzeum a umělecké muzeum MUŻA (dříve zvané Národní muzeum umění).

### Věda a vzdělání

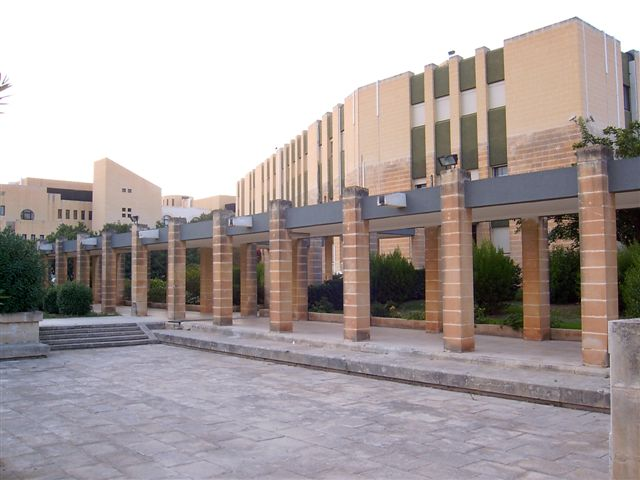
Kampus Maltské univerzity ve Msidě

Ve světě nejznámějším maltským vědcem je psycholog Edward de Bono.
Hlavní vzdělávací a vědeckou institucí je Maltská univerzita, studenty často zvaná jen Melit. Založena byla roku 1769 velmistrem Manuelem Pintem da Fonseca, avšak navazuje na starší jezuitskou kolej (Collegium Melitense) z roku 1592 (jezuité byli z Malty vypuzeni roku 1768). Studuje na ní okolo 11 tisíc studentů, což je vzhledem k počtu obyvatel velmi vysoké číslo. Zahraniční studenti tvoří asi desetinu. Podle QS World University Rankings z roku 2023 je Maltská univerzita 800-1000. nejkvalitnější na světě (tedy zhruba na úrovni České zemědělské univerzity v Praze, Mendelovy univerzity v Brně, Technické univerzity v Liberci nebo Univerzity v Hradci Králové). Hlavní sídlo univerzity není ve Vallettě, ale ve Msidě. Univerzita má ale několik kampusů po celé Maltě (též v Marsaxlokku, v Xewkiji nebo ve Vallettě).
Hned vedle kampusu ve Msidě sídlí také Mezinárodní ústav námořního práva, založený v roce 1988 Mezinárodní námořní organizací.

### Sport

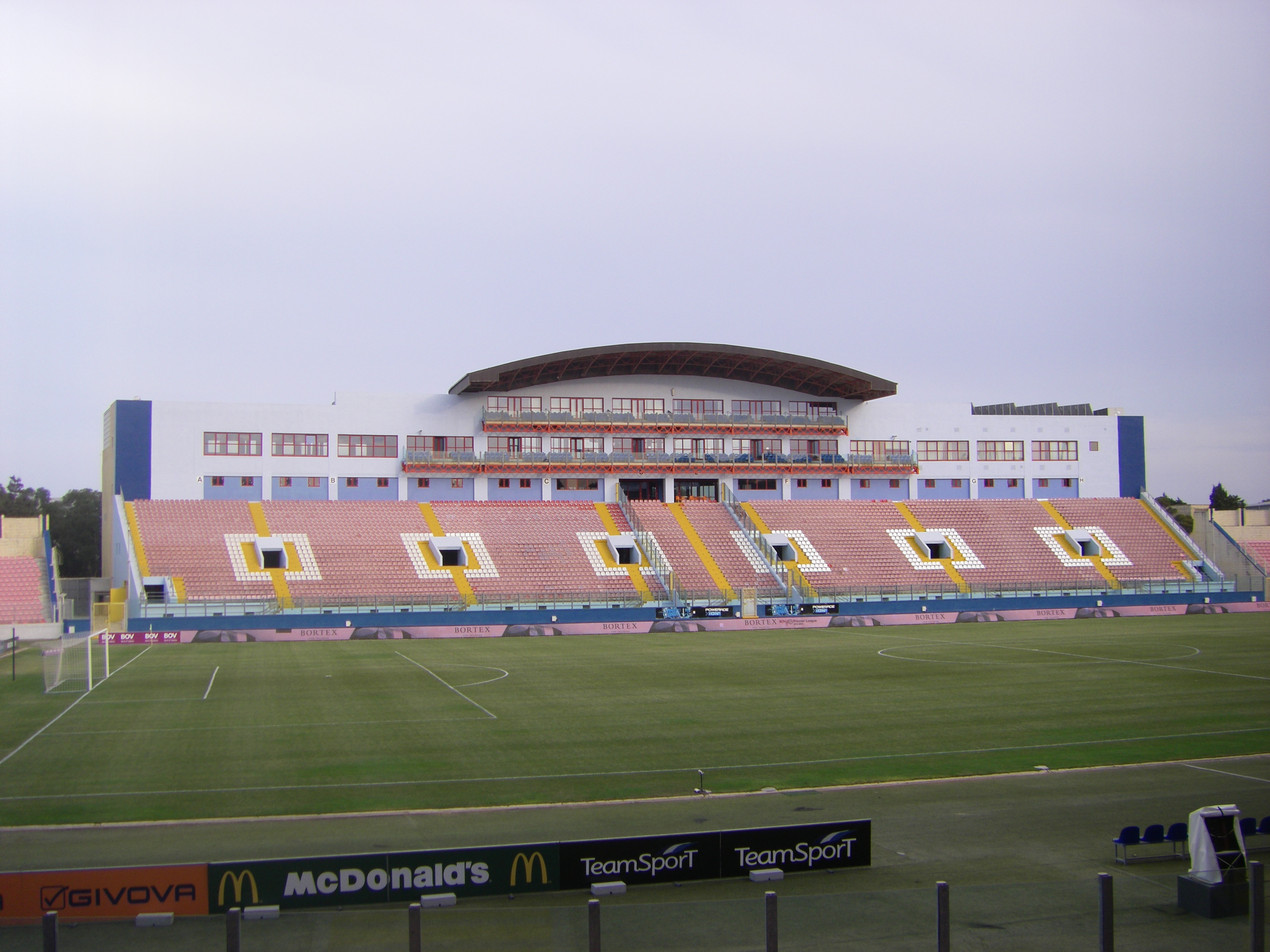
Národní stadion Ta' Qali

Nejpopulárnějším sportem je jako všude v jižní Evropě fotbal. V evropských ligách se prosadil maltský fotbalový útočník Michael Mifsud. Drží rekord v počtu startů (143) i vstřelených branek (42) za Maltskou fotbalovou reprezentaci. Prvním maltským fotbalistou, který se prosadil v zahraničí, byl Carmel Busuttil. Byl nominován na seznam UEFA Jubilee 52 Golden Players. Reprezentační mužstvo má svůj domovský stánek na Národním stadionu Ta' Qali. Postaven byl roku 1980 a pojme 17 tisíc diváků. Přestože je národní tým řazen k trpaslíkům evropského fotbalu, mnohokrát již potrápil favorita. Památným je vítězství nad Řeckem v evropské kvalifikaci roku 1974 a nad Maďarskem v bojích o Euro 2008. V kvalifikačních kláních dokázala Malta porazit i Island (1982), Kypr (2021), Arménii (2013) nebo Estonsko (1993). Z přátelských utkání má například skalp Belgie (1994) nebo Ukrajiny. Nejvyšší domácí soutěž se nazývá Maltese Premier League. Její první ročník byl odehrán již roku 1909. Účastní se jí čtrnáct klubů. Historicky nejúspěšnějšími jsou Sliema Wanderers, Floriana FC, Valletta FC, Hibernians FC a Ħamrun Spartans FC. Maltu využívá k letní přípravě řada českých klubů, často se souběžně účastní i Tipsport Malta Cupu, který se koná od roku 2019. V dresu Sliema Wanderers působil Zdeněk Svoboda, Dušan Fitzel trénoval tři roky maltskou reprezentaci. Právě on si s ní připsal památnou výhru nad Maďary.

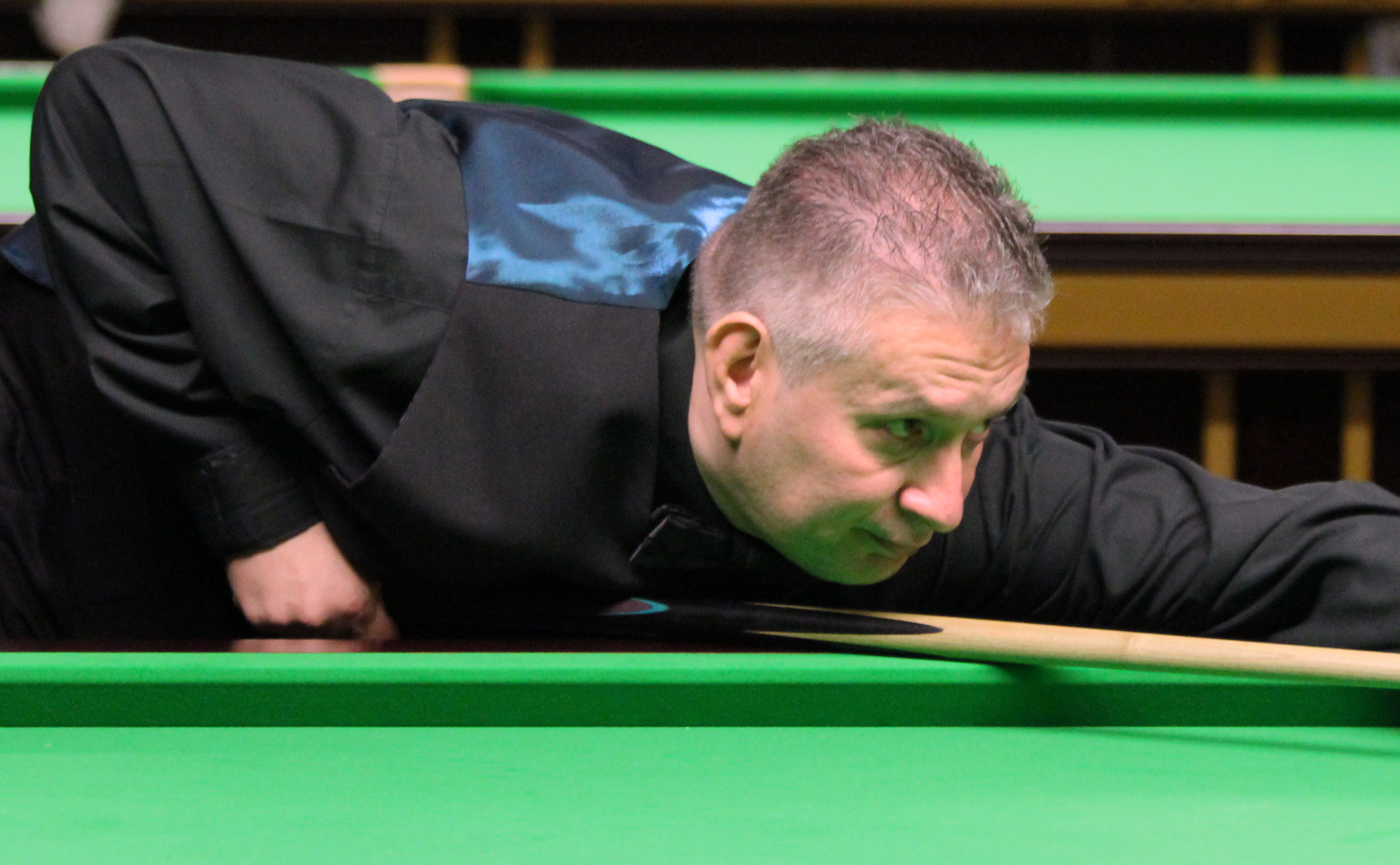
Tony Drago

Maltská mužská reprezentace vodních pólistů se od roku 2016 pravidelně účastní závěrečného turnaje mistrovství Evropy. Stevie Camilleri se stal dokonce nejlepším střelcem šampionátu v roce 2016. Před druhou světovou válkou se pólisté dvakrát zúčastnili i olympijského turnaje.
Mužský i ženský basketbalový národní tým si vede velmi dobře v mistrovství malých států, muži ho vyhráli v roce 2018, ženy ho vyhrály dokonce třikrát (2008, 2010, 2016). Ragbistická reprezentace (rugby league) byla v roce 2022 desátá v žebříčku světové federace.
Z individuálních sportovců vynikl hráč kulečníku Tony Drago, finalista Scottish Open z roku 1997 a desátý hráč světového snookerového žebříčku v sezóně 1998/99. Později přesedlal na pool, kde si připsal dvě vítězství v Mosconi Cupu s výběrem Evropy.
Velkou, již více než dvousetletou, tradici má veslařský závod Maltská národní regata, který se každý druhý rok koná v Grand Harbour ve Vallettě. Termín závodu je 31. březen, nebo 8. září. V obou případech jde o maltské státní svátky, jeden připomíná nezávislost a odchod Britů, druhý vítězství nad Osmany roku 1565. Jde o velký lidový svátek, závod sedmi místních družstev na speciálních lodích sledují tisíce lidí.

### Kuchyně

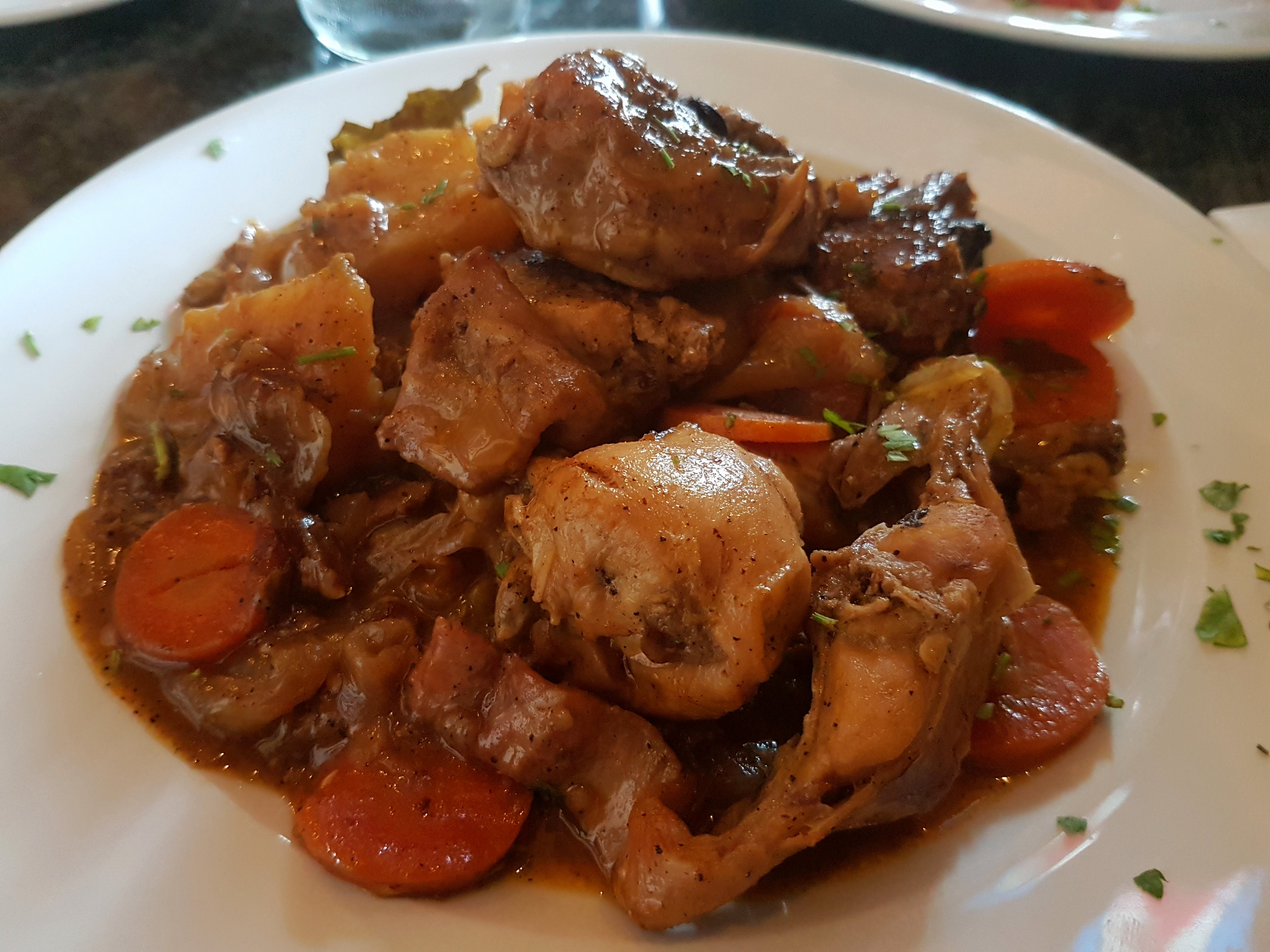
Stuffat tal-fenek, národní jídlo z králíka

Maltská kuchyně je velice rozmanitá, neboť byla ovlivněna mnoha kuchyněmi, především italskou a britskou kuchyní, v menší míře též arabskou, španělskou, francouzskou a provensálskou kuchyní. Převažuje tu typická středomořská strava. Připravují se pokrmy z ryb (okoun, mečoun, tuňák) a mořských plodů (chobotnice). Italská pizza a těstoviny jsou nabízeny všude. Maltským národním jídlem je Stuffat tal-fenek, dušený králík na víně s brambory nebo těstovinami a zeleninou. Nejoblíbenější rybou je lampuki (také nazývaná mahi-mahi nebo dorado). Je to menší ryba, která se konzumuje především na podzim, kdy migruje kolem Maltských ostrovů. Tradiční je využití listového těsta plněného mnoha surovinami, čerstvým sýrem ricottou, hráškem, špenátem nebo čokoládou. Oblíbený je křupavý a nadýchaný maltský chléb ftira. Bulky chleba se rozřezávají a plní se rajčatovou pastou nebo olivovým olejem, rajčaty, olivami, tuňákem, česnekem nebo kapary. Vliv italské kuchyně se projevuje využitím těstovin a konzumací pizzy. Oblíbeným dezertem je imqaret, sladké těsto plněné datlemi, nebo maltský nugát, obvykle s mandlemi nebo lískovými oříšky. Oblíbený je i sycený nealkoholický nápoj z hořkých pomerančů a pelyňku zvaný kinnie.